# Liste der Kulturdenkmale in Besigheim
In der Liste der Kulturdenkmale in Besigheim sind Bau- und Kunstdenkmale der Stadt Besigheim verzeichnet, die im „Verzeichnis der unbeweglichen Bau- und Kunstdenkmale und der zu prüfenden Objekte“ des Landesamts für Denkmalpflege Baden-Württemberg verzeichnet sind. Dieses Verzeichnis ist nicht öffentlich und kann nur bei „berechtigtem Interesse“ eingesehen werden. Die folgende Liste ist daher nicht vollständig.

## Kulturdenkmale der Stadt Besigheim

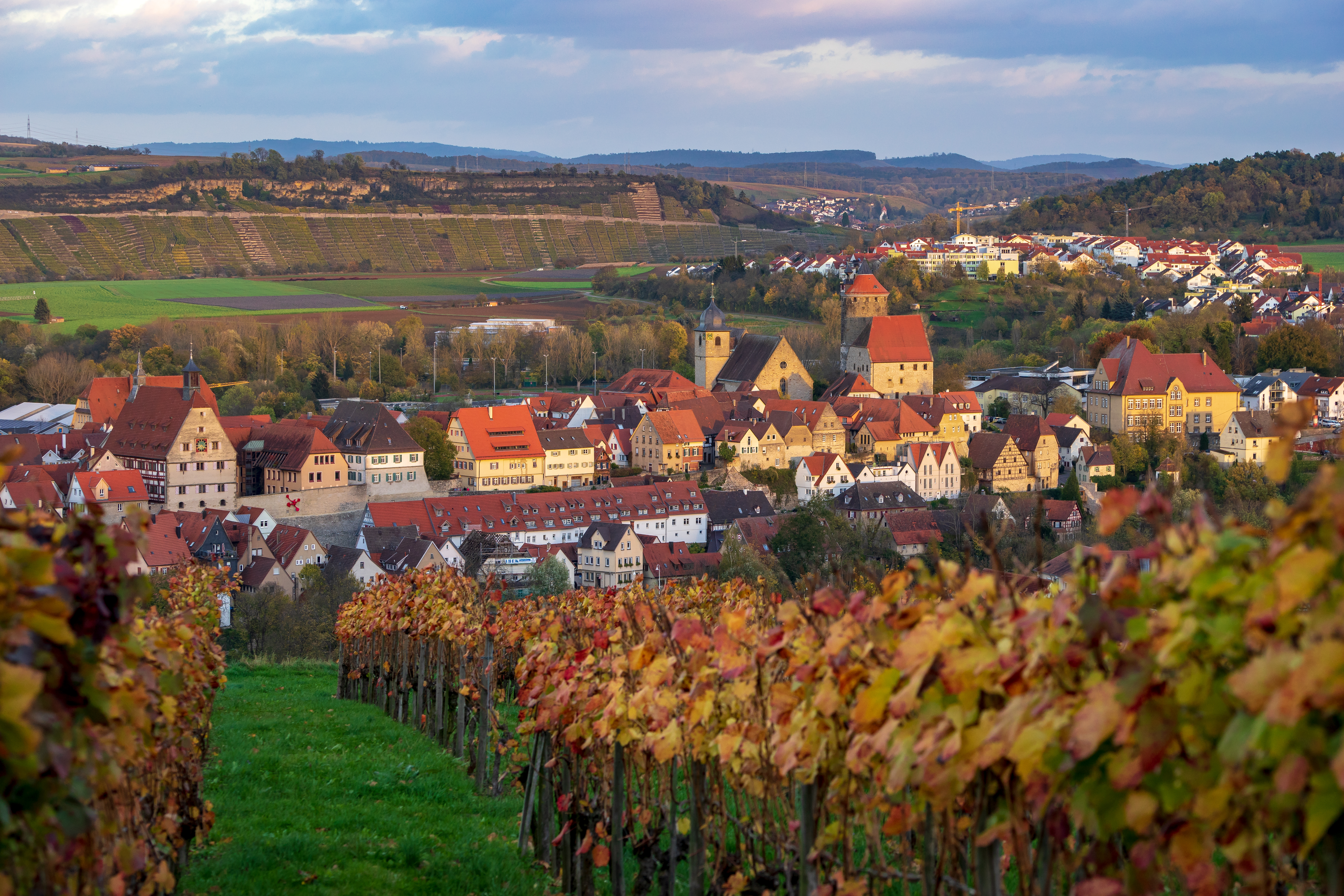
Ansicht der historischen Altstadt vom Niedernberg

### Besigheim (Kernstadt)
Bau-, Kunst- und Kulturdenkmale in Besigheim mit der Kernstadt Besigheim und dem bereits früher zu Besigheim gehörenden Weiler Husarenhof im Süden:

#### Gesamtanlage Altstadt Besigheim
Die Gesamtanlage Altstadt Besigheim umfasst die von der äußeren Stadtmauer begrenzten Teile der Stadt.
| Bild           | Bezeichnung                                              | Lage                                                                                   | Datierung | Beschreibung | ID |
| -------------- | -------------------------------------------------------- | -------------------------------------------------------------------------------------- | --------- | --- | -- |
| Weitere Bilder | Stadtbefestigung, innere Stadtmauer mit Türmen und Toren | Besigheim, Auf der Mauer, Bühl, Hauptstraße, Kirchstraße, Oberamteistraße etc. (Karte) | 1220/30   | Innere Mauer mit allen oberirdischen und im Boden befindlichen Teilen samt Grabenbereich und Schenkelmauern, wohl 1220/30 angelegt, 1365 erstmals erwähnt, mit drei Toren, Oberes Tor vor 1744 in die Stadtmauer eingebrochen (siehe Pfarrgasse 15), Inneres Neckartor (siehe Türkengasse 12) und Rechtes Tor (siehe Hauptstraße 19). Nur im Süden war ein Halsgraben erforderlich, der vor 1744 überbrückt worden war (siehe Ochsengraben). Bestandteil der Befestigung sind die beiden Rundtürme der oberen und unteren Burg (siehe Hauptstraße 32 und Pfarrgasse 15). Seit der Chaussierung der ursprünglich nicht durch die Stadt führenden Straße Stuttgart-Heilbronn ab 1772 (siehe Hauptstraße) war die Stadtbefestigung eher hinderlich und wurde ab Beginn des 19. Jahrhunderts teilweise abgetragen. Tore und Tortürme wurden entfernt und die Mauer etwa auf die halbe Höhe reduziert. Die innere Stadtmauer mit den Resten zahlreicher Türme und Tore ist ein wesentliches Element der Stadtgründung von 1220/30 und hat für die Stadtgestalt und die Stadtgeschichte einen hohen dokumentarischen Wert. Geschützt nach § 28 DSchG |    |

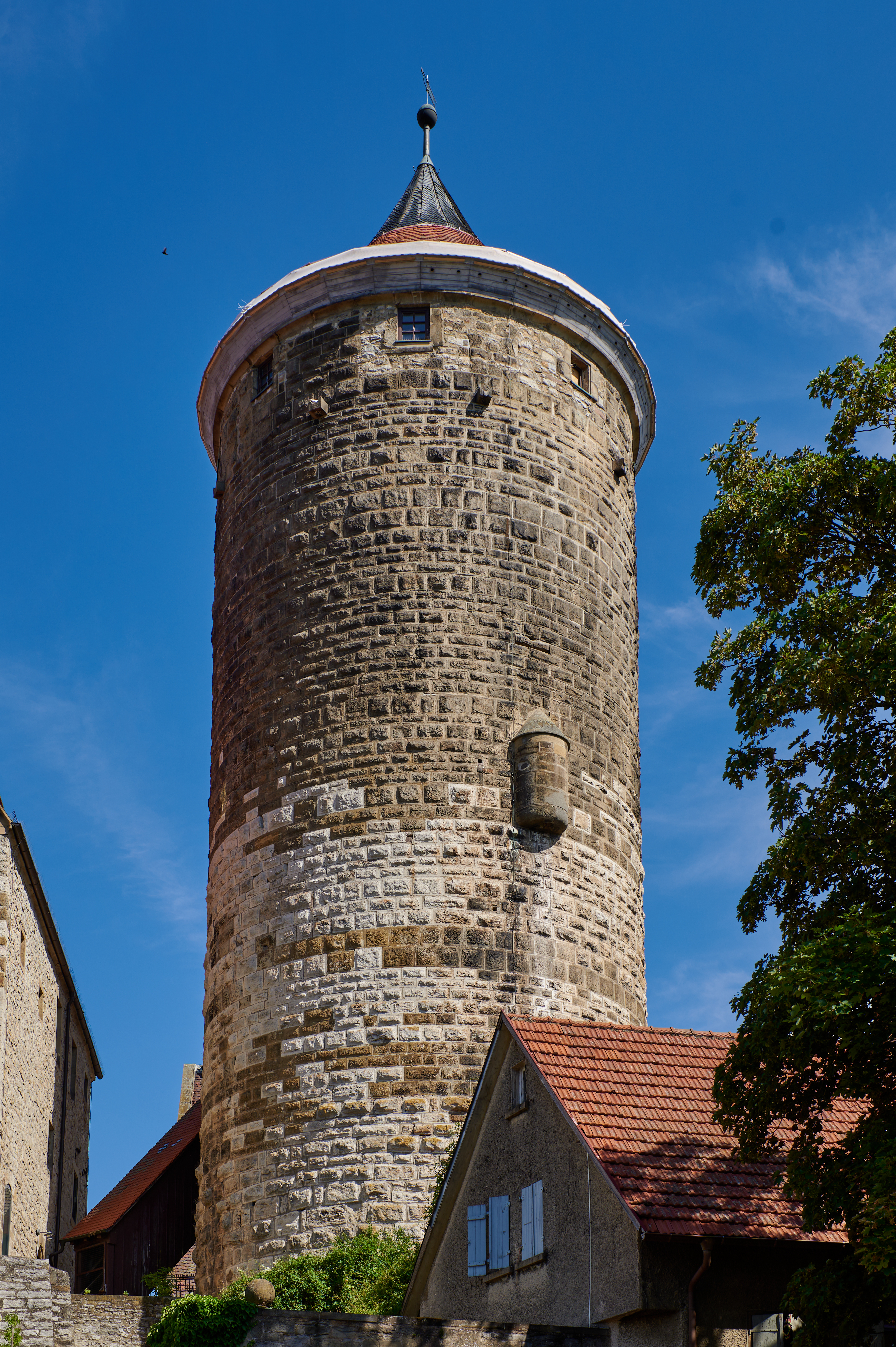
Schochenturm (weitere Bilder)
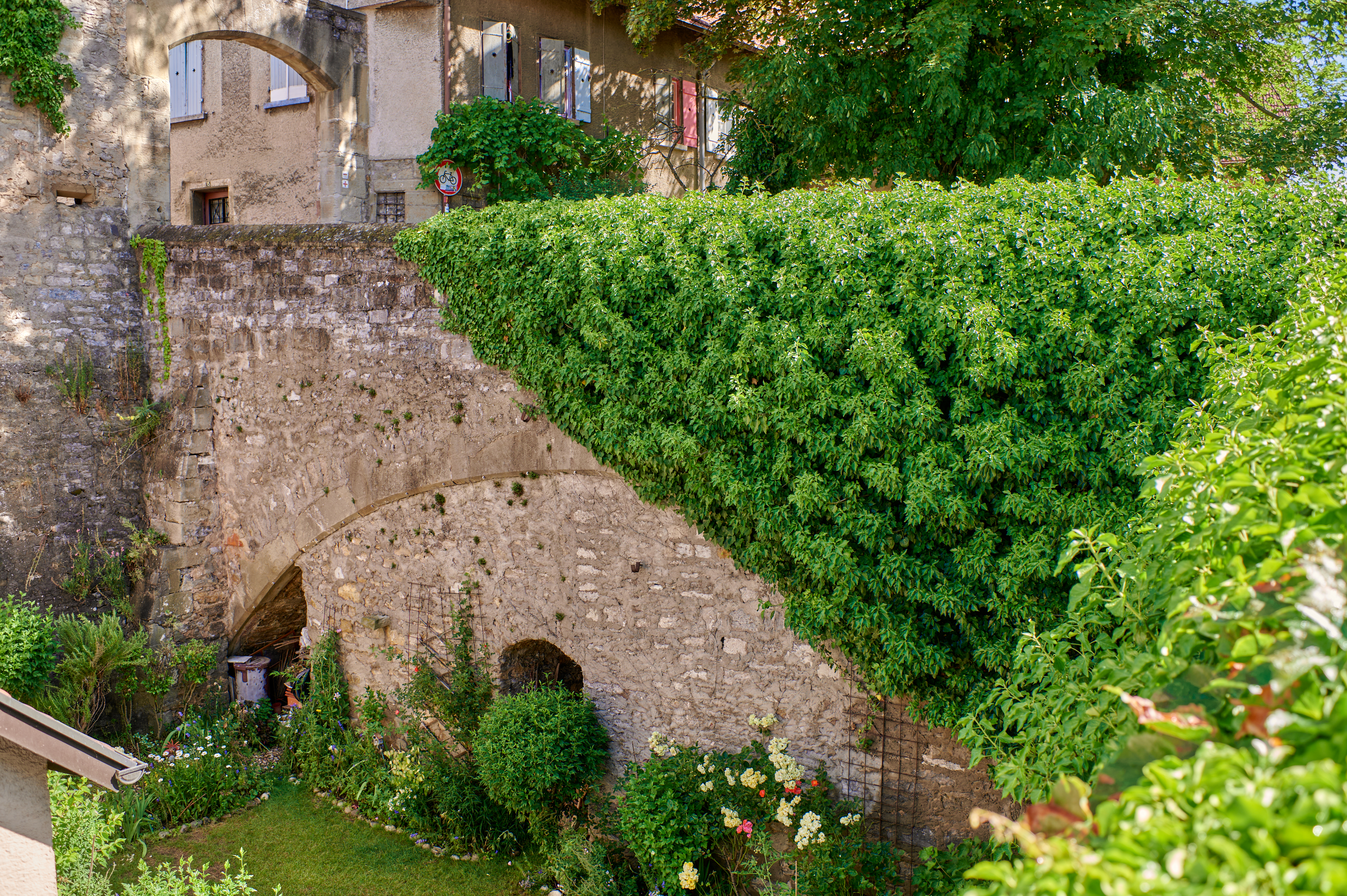
Pfarrgasse 15, Brücke über den Graben zwischen innerer und äußerer Stadtmauer
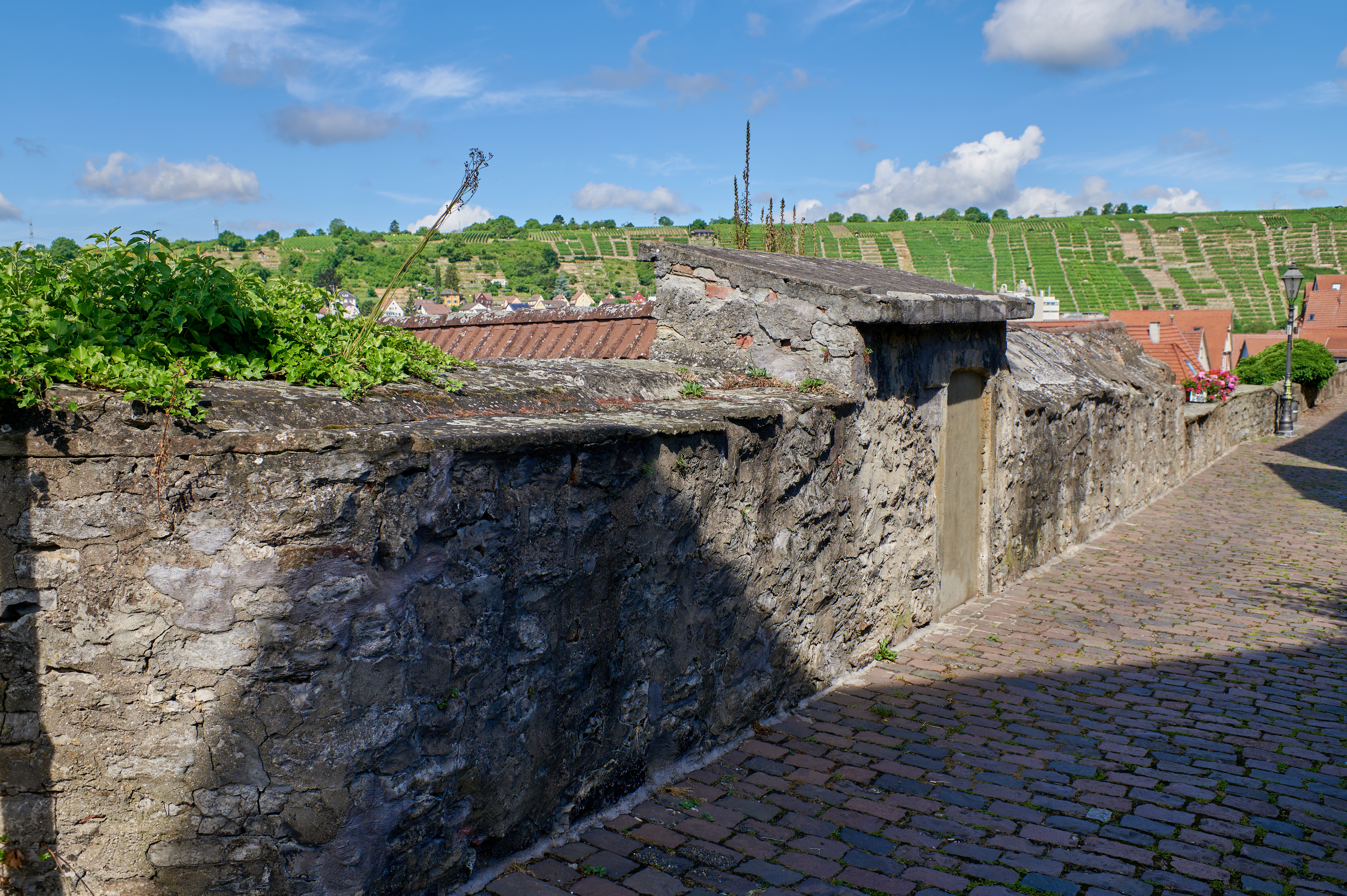
Innere Stadtmauer Auf der Mauer
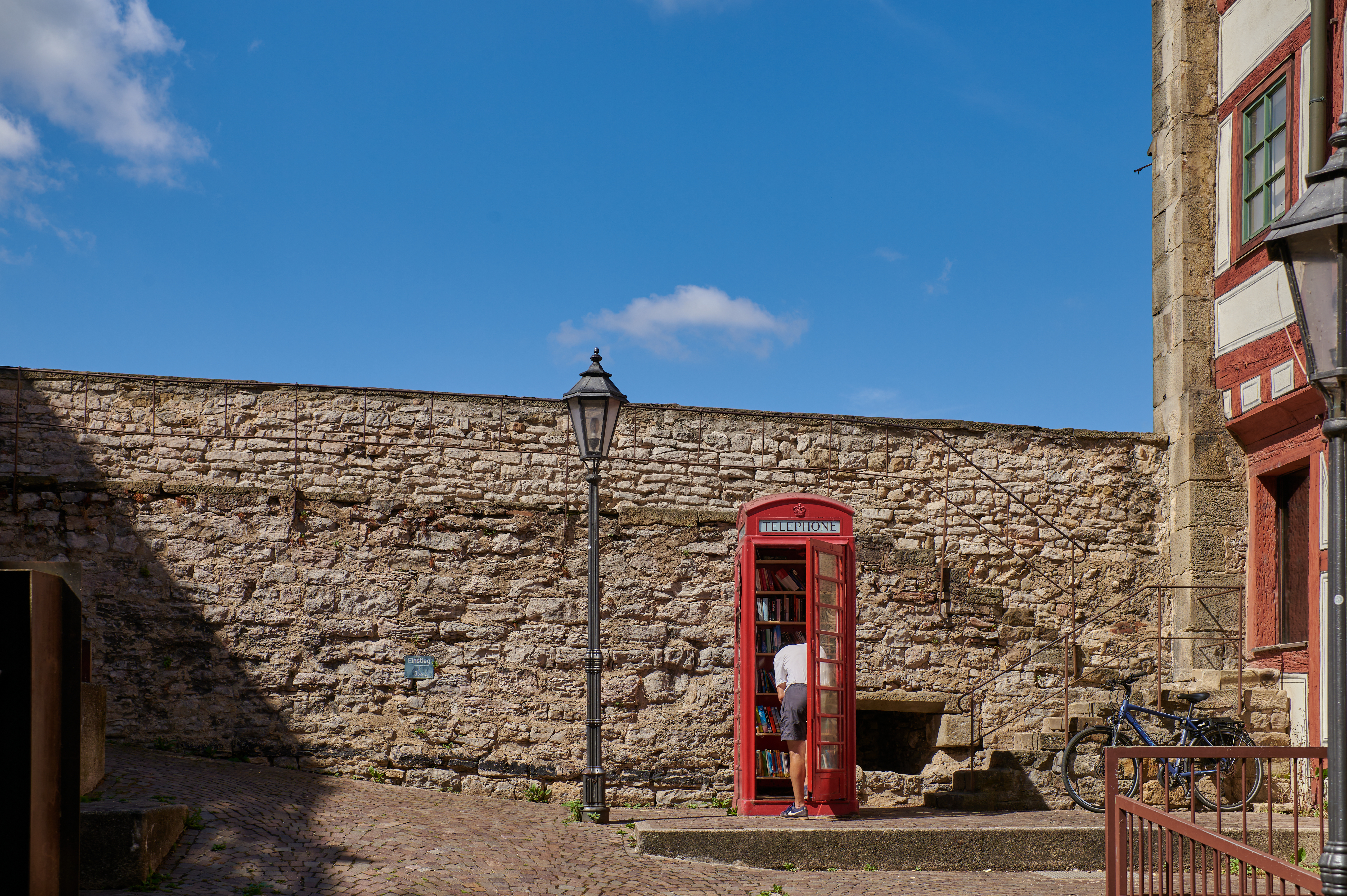
Innere Stadtmauer Marktplatz 12
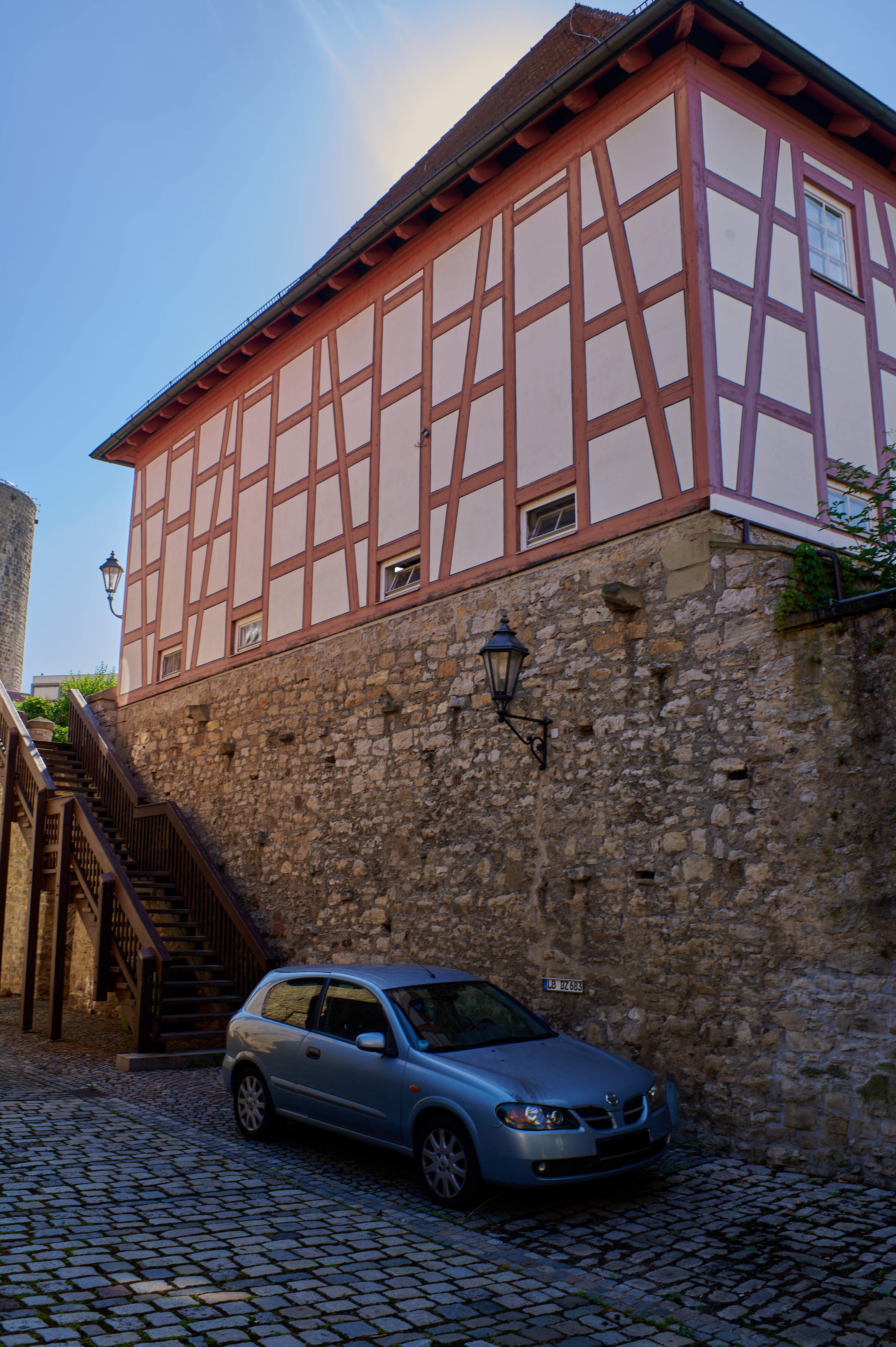
Innere Stadtmauer nördlich Hauptstraße 59
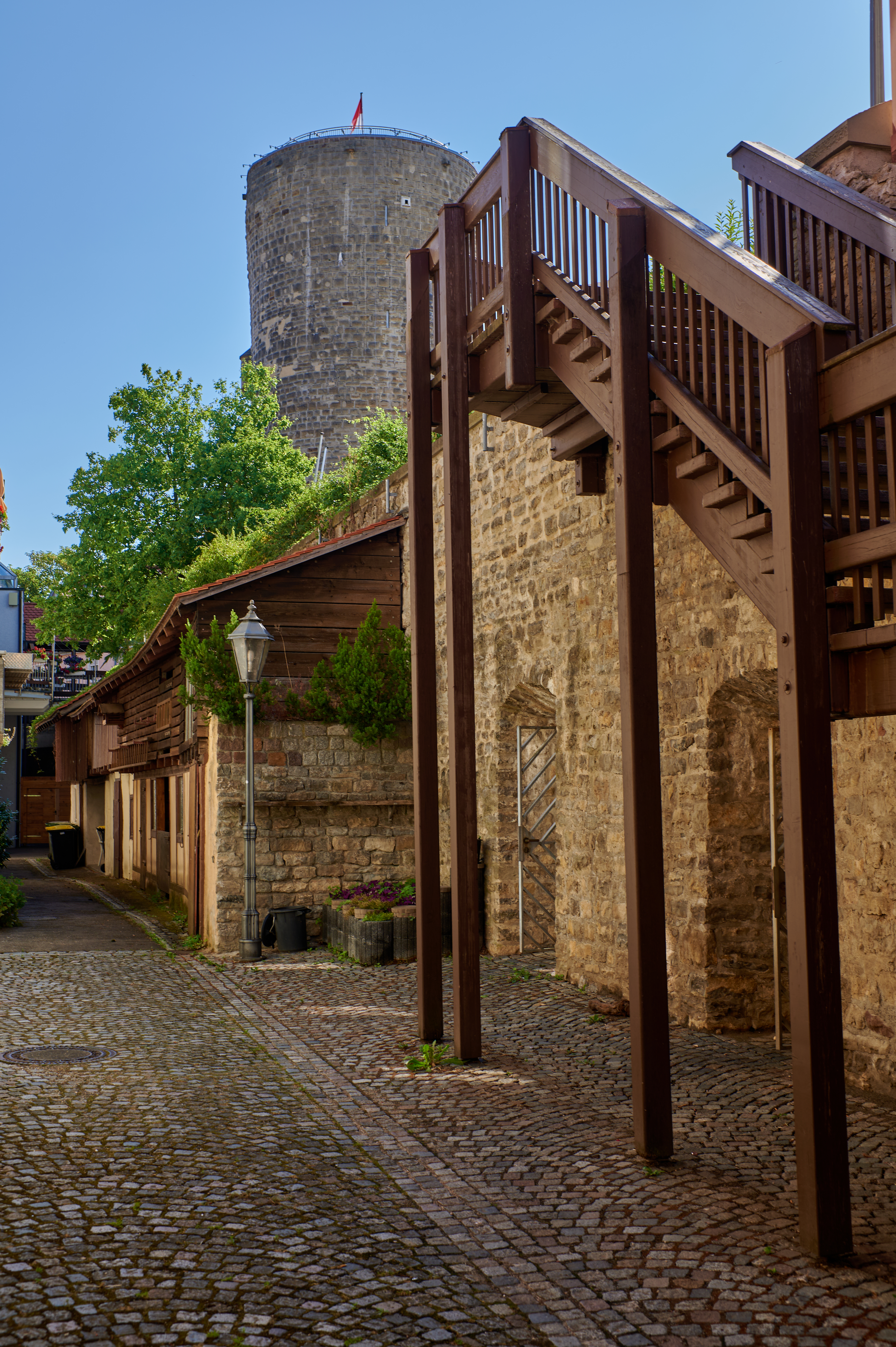
Innere Stadtmauer nördlich Hauptstraße 59
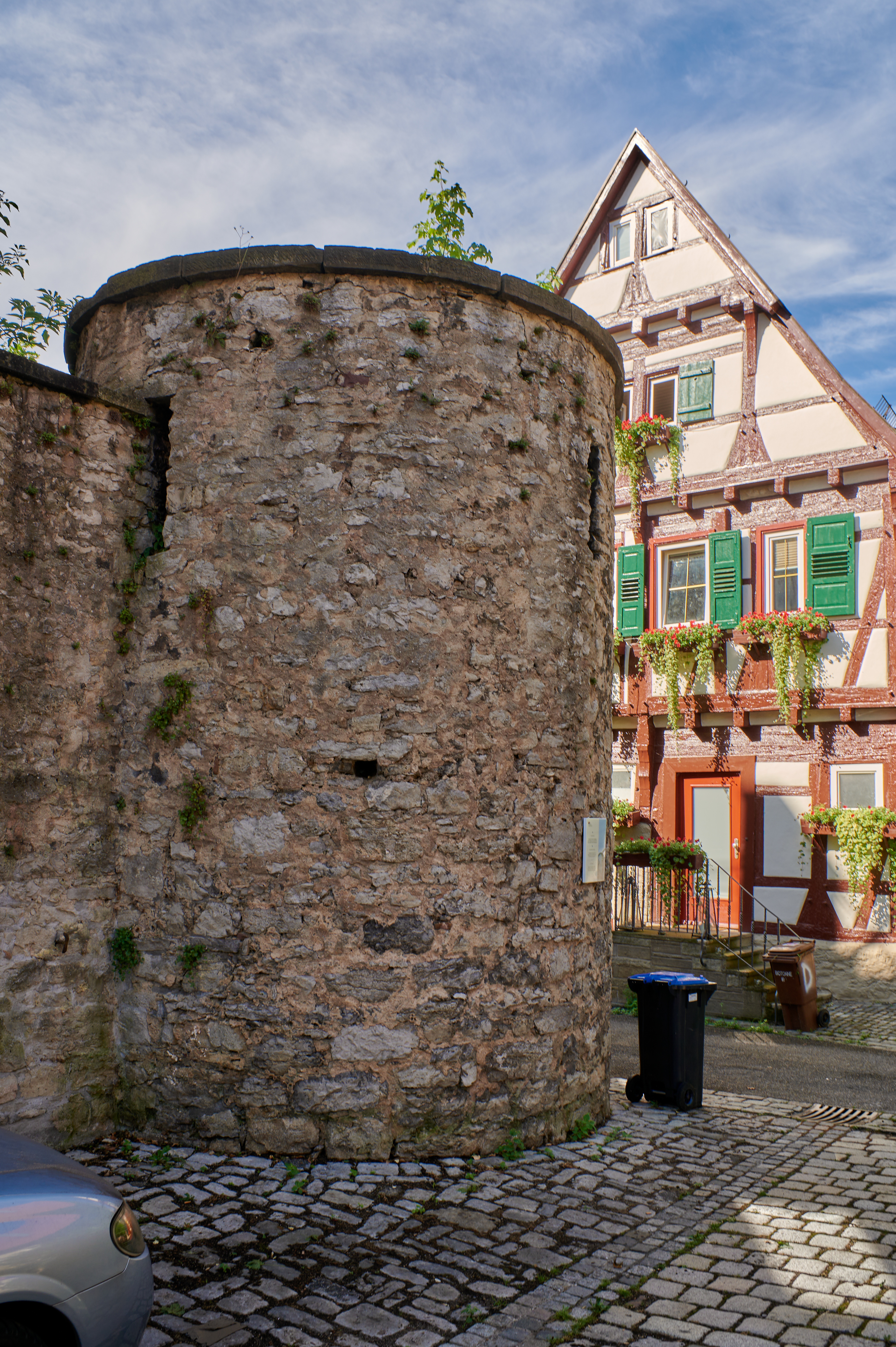
Pulverturm (weitere Bilder)
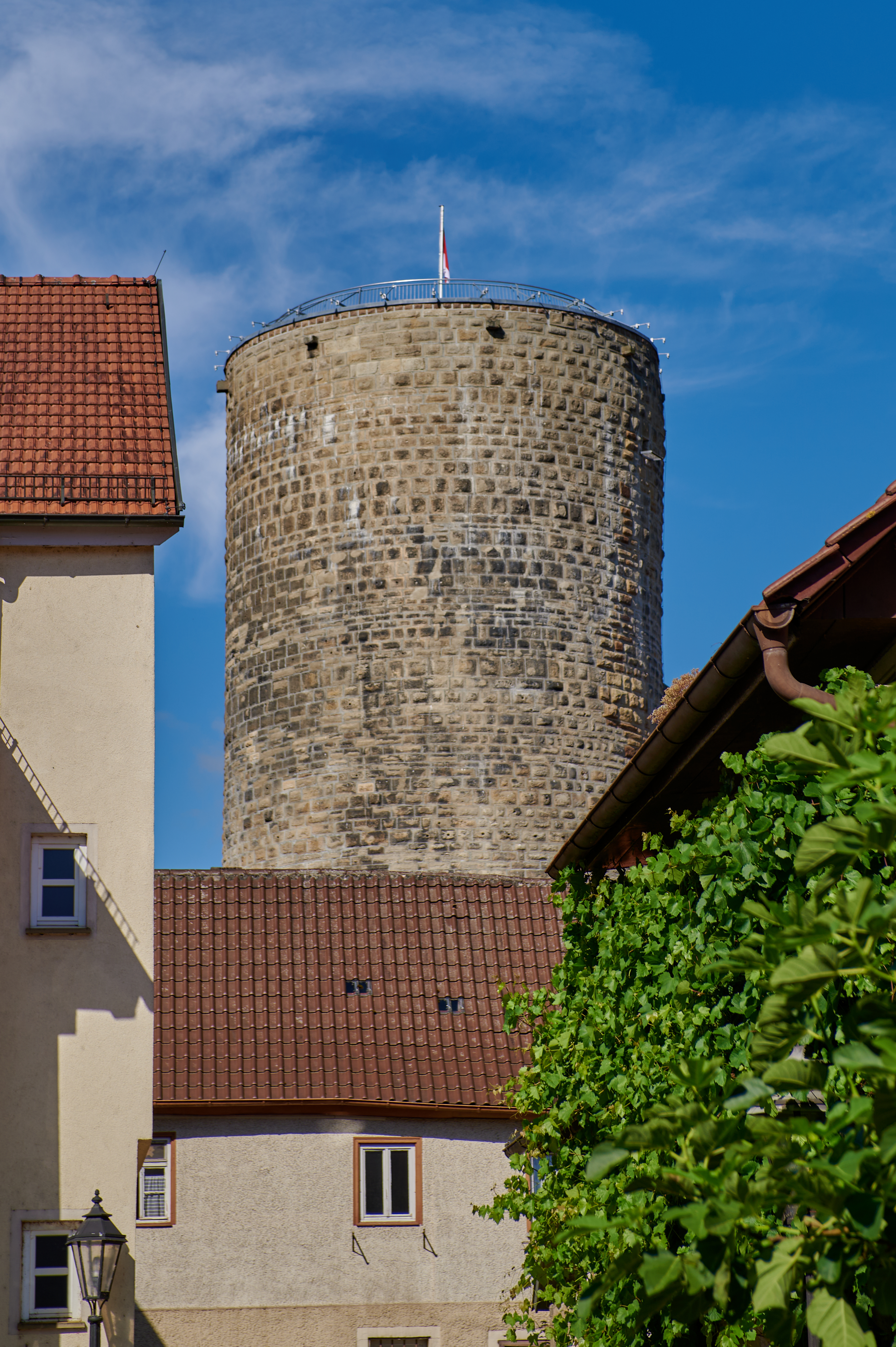
Unterer Turm (weitere Bilder)

| Bild           | Bezeichnung                                              | Lage                                                                   | Datierung       | Beschreibung | ID |
| -------------- | -------------------------------------------------------- | ---------------------------------------------------------------------- | --------------- | --- | -- |
| Weitere Bilder | Stadtbefestigung, äußere Stadtmauer mit Türmen und Toren | Besigheim, Hauptstraße, Mühlgasse, Ochsengraben, Vorstadt etc. (Karte) | 15. Jahrhundert | Äußere Mauer mit allen oberirdischen und im Boden befindlichen Teilen samt Grabenbereich und Schenkelmauern, im Zusammenhang mit der Stadterweiterung im 15. Jahrhundert angelegt, vier zusätzliche Tore: Bügelestor, urspr. Doppeltor (siehe Ochsengraben 2), äußeres Neckartor (abgegangen, zwischen Hauptstraße 50 und 75), Enztor (abgegangen, an der heutigen Enzbrücke) und Mühltörle (abgegangen, Nähe Untere Enzmühle Vorstadt 49). Zunächst zwischen den beiden schon 1153 bzw. 1322 nachweisbaren Enzmühlen und später auch nördlich, südlich und östlich der inneren Stadtmauer Entwicklung der Vorstadt, seit dem 15. Jahrhundert ummauert. Zur neuen Mauer, die die ganze Stadt als zweiter Ring umgab, gehörten zahlreiche Tore und Türme. Im Gegensatz zur inneren Stadtmauer wurde die niedrigere äußere Stadtmauer seit Anfang des 19. Jahrhunderts etwa zur Hälfte aufgelöst, vor allem auf der östlichen Neckarseite. Die äußere Stadtmauer mit ihren Turm- und Torresten veranschaulicht die Stadterweiterung vor 1500 und hat für die Stadtgestalt und -geschichte einen hohen dokumentarischen Wert. Geschützt nach § 28 DSchG |    |

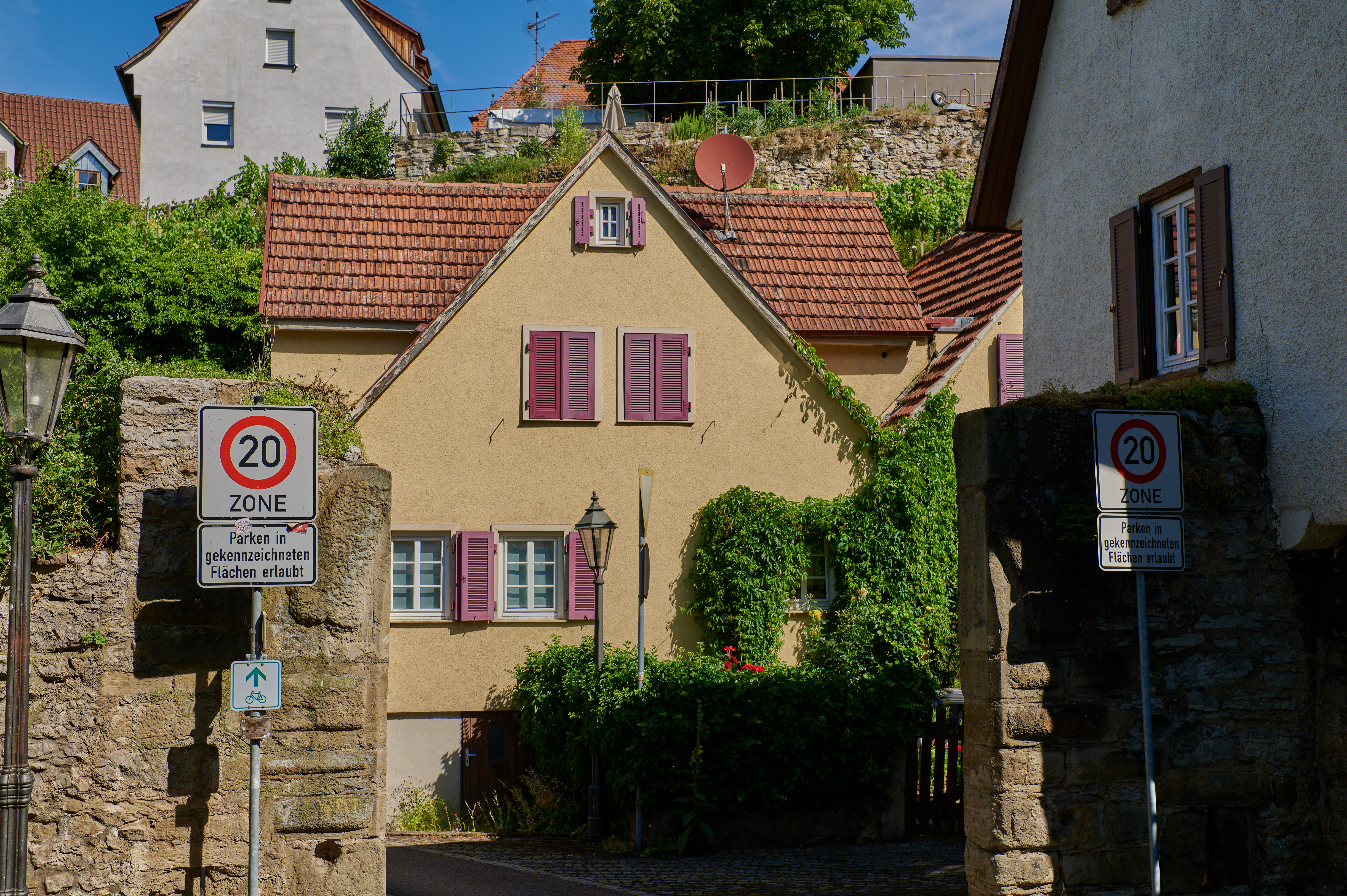
Äußeres Bügelestor (weitere Bilder)
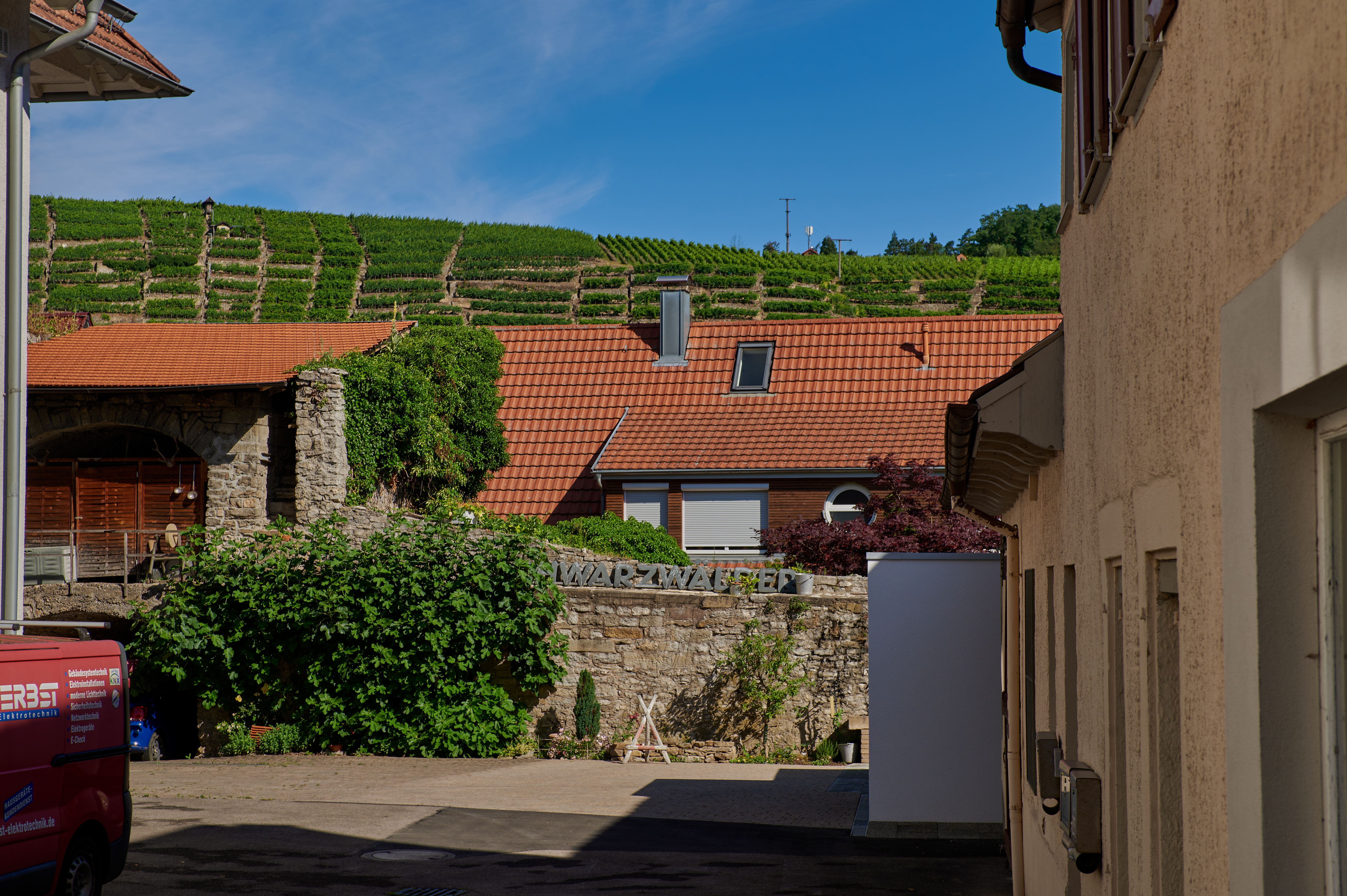
Mauerturm Hauptstraße 65/1
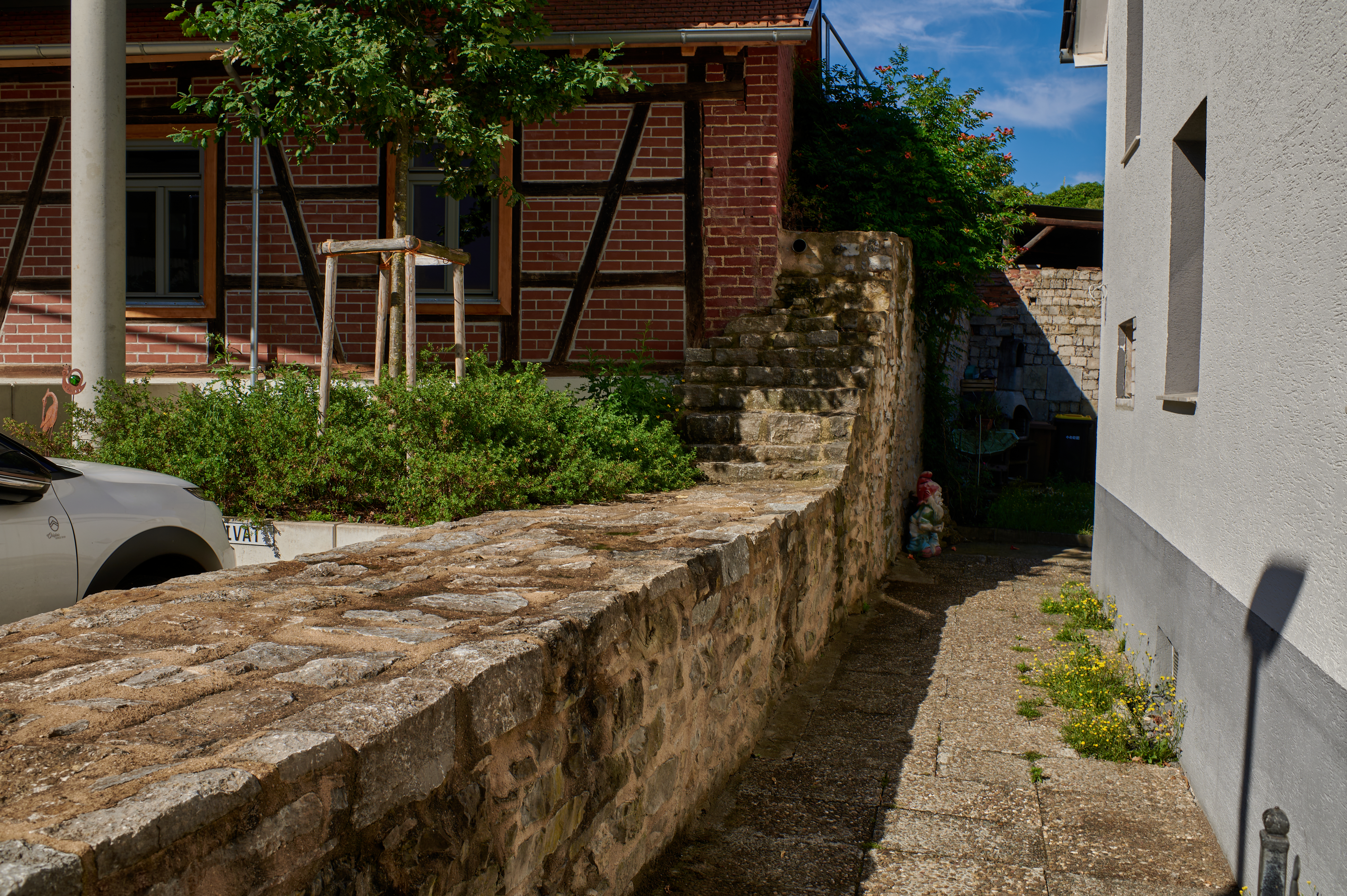
Stadtmauerrest bei Hauptstraße 67
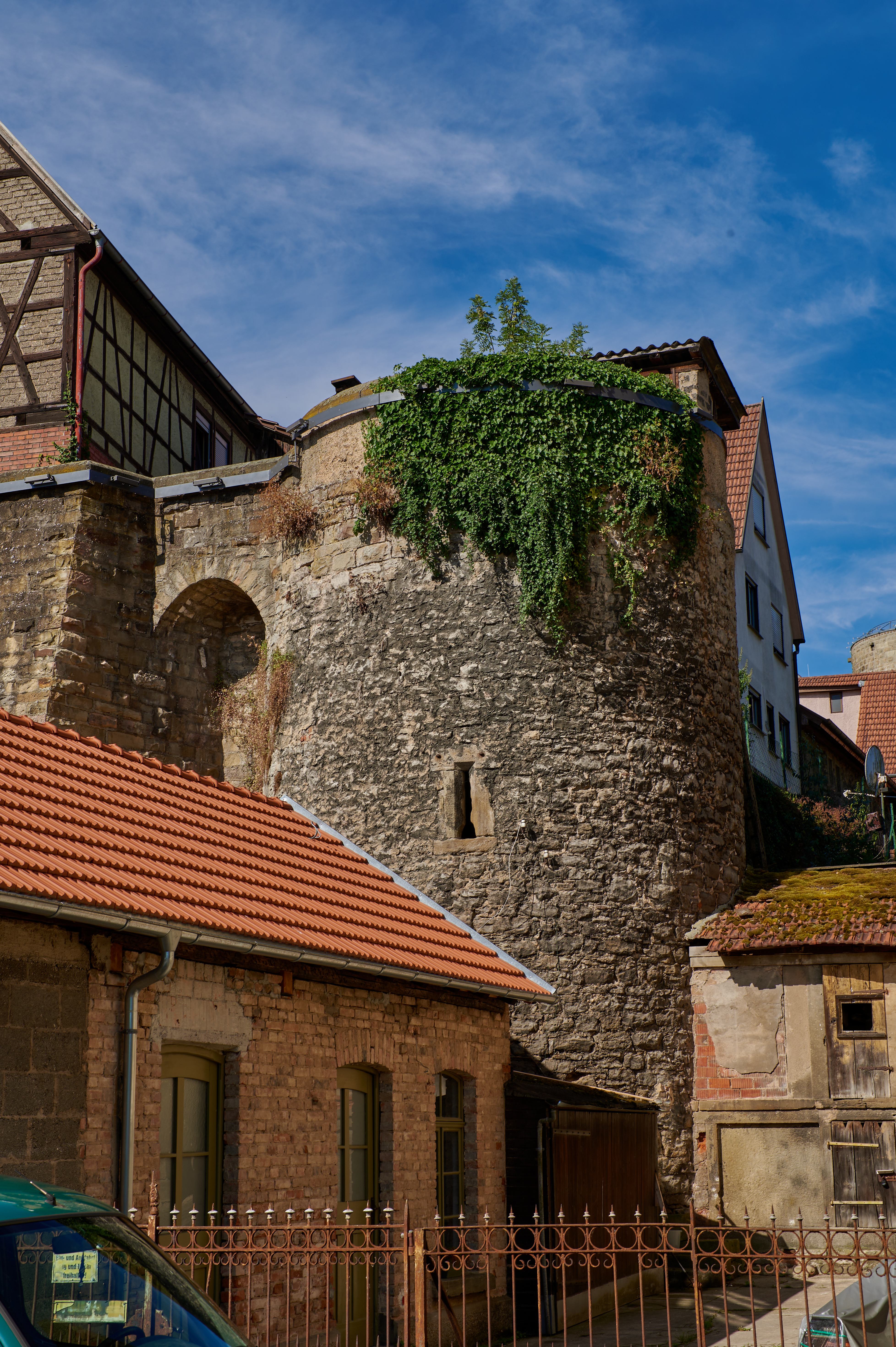
Stadtmauerturm Bühl 28/3 (weitere Bilder)
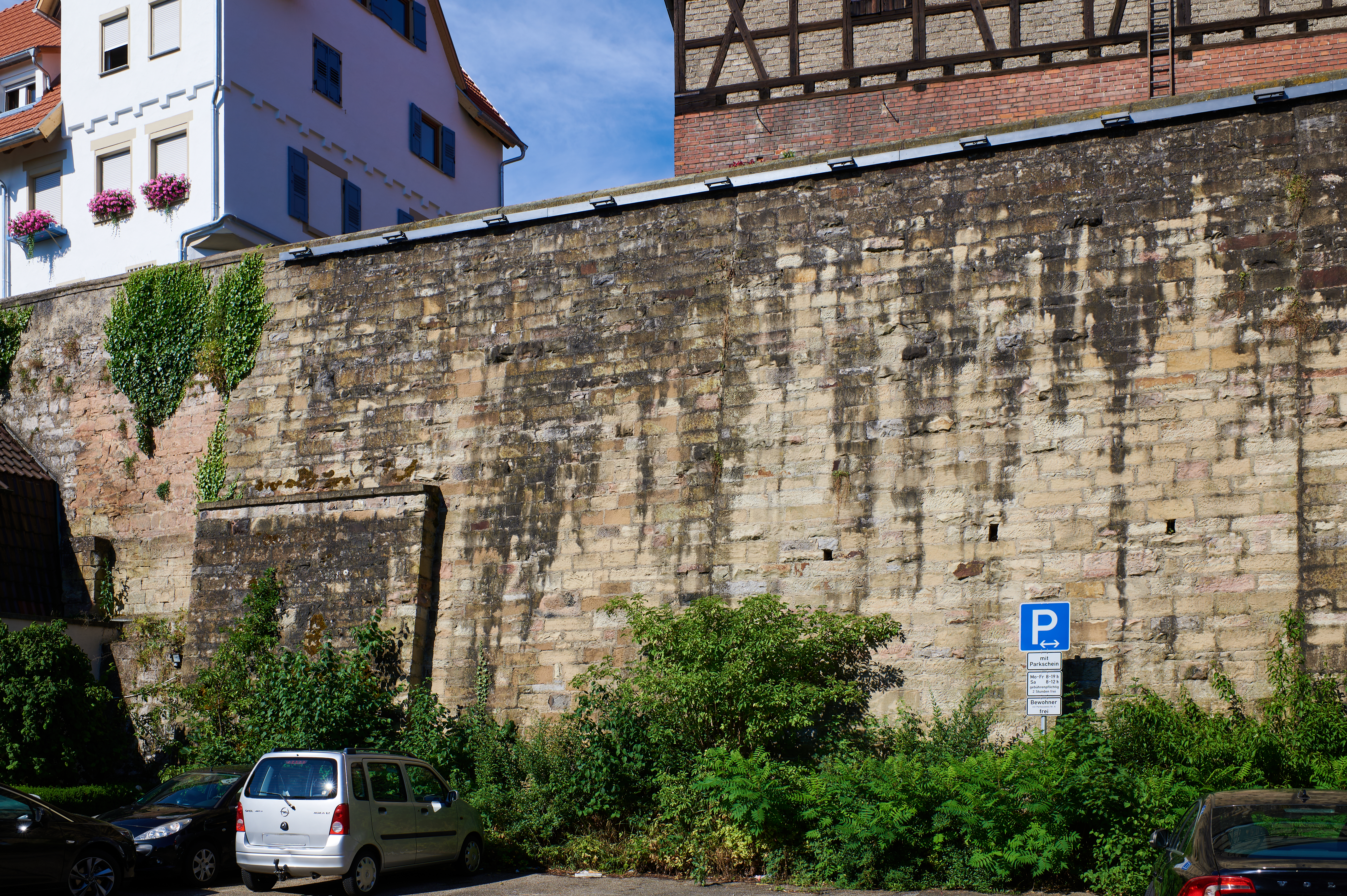
Stadtmauer bei Bühl 22, 24

| Bild           | Bezeichnung                                                                                         | Lage                                                                 | Datierung                             | Beschreibung | ID |
| -------------- | --------------------------------------------------------------------------------------------------- | -------------------------------------------------------------------- | ------------------------------------- | --- | -- |
|                | Grünflächen und parkähnliche Anlage am südöstlichen Abhang der äußeren Stadtmauer. Flstnr. 197, 198 | Besigheim, Flstnr. 197, 198 (Karte)                                  |                                       | Geschützt nach § 2 DSchG |    |
| Weitere Bilder | Wohnhaus                                                                                            | Besigheim, Aiperturmstraße 1 (Karte)                                 | 1651                                  | Kulturdenkmal sind der Gewölbekeller, die Fassade (Umfassungsmauern und -wände) sowie der Dachstuhl; erhaltenswert ist das zweigeschossige Fachwerkhaus insgesamt, Erdgeschoß massiv verputzt mit Rundbogeneinfahrt, dreigeschossiger Giebel jeweils vorkragend, 1651 bezeichnet, Sanierung 1996 mit massiven Umbauten. Nach dem Häuserbuch und den Initialen wurde das Anwesen 1651 von Michael Heininger erbaut. Das an der alten Durchfahrtsstraße liegende Haus gehörte zeitweise auch Ratsherren. Das um 1996 umgebaute Fachwerkhaus ist mit seinem repräsentativen Fachwerk beispielhaft für das wohlhabende Bürgertum und hat mit seinen tiefgreifenden Umbauten dokumentarischen Wert. Geschützt nach § 2 DSchG |    |
| Weitere Bilder | Gasthaus „Zum Adler“                                                                                | Besigheim, Aiperturmstraße 2 (Karte)                                 | 16./17. Jahrhundert                   | Zweigeschossiges Fachwerkhaus, bis auf das Obergeschoß zur Straßenseite komplett verputzt, Geschosse jeweils vorkragend, Satteldach mit Zwerchhaus, hohes Kellergeschoß, 16./17. Jahrhundert, 1988 Außenrenovierung; erhaltenswert das zweigeschossige Hinterhaus mit Satteldach, massiv verputzt, 19. Jahrhundert. Das verkehrsgünstig direkt unterhalb des ehemaligen Aiperturms und „rechten“ Stadttores befindliche Gasthaus gehörte nach dem Häuserbuch ab 1700 Metzgern und Wirten. Das heutige Hinterhaus wurde 1784 als Scheune errichtet und 1888 zum Wohnhaus umgebaut. Das im Kern aus dem 16./17. Jahrhundert stammende Fachwerkhaus wurde gegen Ende des 19. Jahrhunderts umgebaut und hat als historisches Gasthaus exemplarischen und dokumentarischen Wert. Das Hinterhaus stellt ein typisches Beispiel einer Gasthauserweiterung des ausgehenden 19. Jahrhunderts dar. Geschützt nach § 2 DSchG |    |
| Weitere Bilder | Wohnhaus Aiperturmstraße 3                                                                          | Besigheim, Aiperturmstraße 3 (Karte)                                 | 16./17. Jahrhundert                   | Am Gebäude Rundbogentor Kulturdenkmal, 1596 bezeichnet; zweigeschossiges verputztes Fachwerkhaus insgesamt erhaltenswert, Obergeschoß stark vorkragend (mit Streben), Satteldach, im Kern 16./17. Jahrhundert, jüngere Überformung des Hauses an Erdgeschoß und Fassade, neuere Gauben. Nach dem Häuserbuch wurde das Anwesen seit dem 19. Jahrhundert überwiegend von Schmieden genutzt, die die verkehrsgünstige Lage an der alten Durchfahrtsstraße ausnutzen konnten. Das durch Umbauten veränderte Haus hat mit seinem frühneuzeitlichen Rundbogentor ein Baudetail mit dokumentarischem Wert. Das Haus selbst hat mit seinem stark vorkragenden Obergeschoß sowie seiner erhaltenen Grundsubstanz innerhalb der geschlossen erhaltenen Bebauung der Aiperturmstraße städtebaulichen Wert. Geschützt nach § 2 DSchG |    |
| Weitere Bilder | Wohnhaus                                                                                            | Besigheim, Aiperturmstraße 4 (Karte)                                 | 1603                                  | Dreigeschossiges Fachwerkhaus, Giebelseite zur Straße hin verputzt, Obergeschosse zur Traufseite vorkragend, zum zweiten Obergeschoß mit getreppten Knaggen, Satteldach, an Türbogen 1603 bezeichnet, 1995 Außenrenovierung (Fenster, Dachdeckung, Anstrich). Nach dem Häuserbuch wurde das Haus vermutlich 1603 anstelle eines einst zu Aiperturmstraße 2 gehörigen Stalles errichtet. Bei dem im Kern frühneuzeitlichen Fachwerkhaus wurde die Giebelseite später verändert. Das ausgesprochen schmale und gleichzeitig hohe Fachwerkhaus ist ein Beispiel früher verdichteter städtischer Bauweise und hat aufgrund mit seiner weitgehend originalen Überlieferung exemplarischen und dokumentarischen Wert. Geschützt nach § 2 DSchG |    |
| Weitere Bilder | Wohnhaus                                                                                            | Besigheim, Aiperturmstraße 5 (Karte)                                 | im Kern 1. Hälfte 16. Jahrhundert     | Zweigeschossiges Fachwerkhaus mit massivem, verputzten Erdgeschoß in Ecklage, Geschosse jeweils vorkragend, Satteldach, im Kern 1. Hälfte 16. Jahrhundert, im Erdgeschoß moderner Ladeneinbau. Die zurück versetzte Ecklage an der Aiperturm- bzw. Kirchstraße weist auf die Bedeutung dieser Abzweigung als Teil der Hauptdurchfahrtsstraße vor dem Ausbau der Hauptstraße um 1830 hin. Das im Kern frühneuzeitliche Fachwerkhaus ist in der Erdgeschoßzone überformt. Es ist ein typischer und vergleichsweise früher Vertreter der zur Kirchstraße hin giebelständig ausgerichteten Fachwerkhäuser und hat dokumentarischen Wert. Geschützt nach § 2 DSchG |    |
| Weitere Bilder | Wohnhaus, Cafe                                                                                      | Besigheim, Aiperturmstraße 6 (Karte)                                 | 1796                                  | Dreigeschossiger Putzbau mit konstruktivem Fachwerk, mit vier Meter hohem Gewölbekeller, Erdgeschoß massiv mit zugemauerter Toreinfahrt, Gurtsims zum ersten Obergeschoß, abgewalmtes Mansarddach, 1796 neu erbaut, Erdgeschoß später zur Gaststätte umgebaut; erhaltenswert rückwärtig zweigeschossiges Hinterhaus mit Satteldach, 19. Jahrhundert. Nach dem Häuserbuch wurde das Anwesen vom Amtspfleger „Demerath“ 1796 erbaut, später als Kaufmannshaus genutzt und 1899 mit einer Bäckerei und Weinstube ausgestattet. Das Hinterhaus ging aus einer ehemaligen Scheune mit Stall hervor. Als typisch barockes Haus mit konstruktivem Fachwerk und regelmäßigen Fensterachsen hat das Anwesen exemplarischen und dokumentarischen Wert. Das Hinterhaus hat als späterer Erweiterungsbau bzw. als Bestandteil einer sonst eher selten in der Kernstadt überlieferten Hofanlage städtebaulichen Wert. Geschützt nach § 2 DSchG |    |
| Weitere Bilder | Wohnhaus                                                                                            | Besigheim, Aiperturmstraße 8 (Karte)                                 | im Kern 16. Jahrhundert               | Dreigeschossiges Fachwerkhaus, Auskragungen und getreppte Knaggen zum ersten und zweiten Obergeschoß, Erdgeschoß massiv verputzt mit Ladeneinbau, Satteldach, im Kern 16. Jahrhundert, 1981 Fachwerkfreilegung. Nach dem Häuserbuch gehörte das Anwesen bis um 1900 als Anbau zum Anwesen Aiperturmstraße 10. Stilistisch ist es diesem angelehnt. Das traufständige Fachwerkhaus veranschaulicht die städtische Verdichtung schon in der frühen Neuzeit an der ehemaligen Hauptdurchfahrtsstraße. Als repräsentativer und mit einer typisch frühneuzeitlichen Fachwerkfassade ausgestatteter Bau hat er mit seinem modernen Ladeneinbau dokumentarischen Wert. Geschützt nach § 2 DSchG |    |
| Weitere Bilder | Wohnhaus                                                                                            | Besigheim, Aiperturmstraße 10 (Karte)                                | 15./16. Jahrhundert                   | Dreigeschossiges Fachwerkhaus, Erdgeschoß massiv verputzt, schmales Eckhaus mit stark vorkragenden Geschossen, steiles Satteldach, 15./16. Jahrhundert, 1989/90 Erneuerung der Fenster. Nach dem Häuserbuch soll es vor 1939 noch einen mit 1435 bezeichneten Balken im Haus gegeben haben. Das teils verblattete Fachwerk könnte diesen verloren gegangenen Befund bestätigen. Markant ist die zurückversetzte Position an der Straßenecke, die die Funktion der Aiperturmstraße als Hauptdurchfahrtsstraße bis um 1830 verdeutlicht. Das im Kern noch spätmittelalterliche Fachwerkhaus zeichnet sich durch sein hohes Alter und das geschlossene Erscheinungsbild aus. Als einem der ältesten Fachwerkhäuser Besigheims kommt dem gut überlieferten Eckhaus, das städtebaulich durch seine schmale und gleichzeitig hohe Kubatur besonders prägend ist, eine hohe dokumentarische und exemplarische Bedeutung zu. Geschützt nach § 2 DSchG |    |
|                | Wohnhaus                                                                                            | Besigheim, Amtsgerichtsgasse 1 (Karte)                               | im Kern 16./17. Jahrhundert           | Erhaltenswertes Gebäude |    |
| Weitere Bilder | Wohnhaus                                                                                            | Besigheim, Amtsgerichtsgasse 2 (Karte)                               | im Kern 2. Hälfte 16. Jahrhundert     | Dreigeschossiges Fachwerkhaus in Ecklage, Erdgeschoß an Giebelseite Quadermauerwerk, sonst massiv verputzt, Krüppelwalmdach, im Kern 2. Hälfte 16. Jahrhundert, Erdgeschoß später massiv ausgetauscht, nach Brand im Jahr 1987 grundlegend instand gesetzt; erhaltenswert rückwärtig zweigeschossiger Anbau, massiv verputzt, abgeschlepptes Pultdach, im Kern wohl 18. Jahrhundert. Das nach dem Häuserbuch von wohlhabenden Bürgern erbaute Haus diente von 1505 bis 1642 als Wohnsitz des Untervogtes. Der Anbau diente einst als Wasch- und Brennhaus, später als Backhaus. Gestalt und Erscheinungsbild des umfassend sanierten Fachwerkhauses spiegeln seine Geschichte als Wohnhaus privilegierter Bürger wieder. Als Beispiel fast herrschaftlicher Bauweise hat es exemplarischen aber auch dokumentarischen Wert. Der Anbau hat als ehemalige Werkstatt des städtischen Handwerks dokumentarischen Wert. Geschützt nach § 2 DSchG |    |
| Weitere Bilder | Geistliche Verwaltung, Amtsgerichtsgebäude                                                          | Besigheim, Amtsgerichtsgasse 5 (Karte)                               | 1683                                  | Dreigeschossiges verputztes Fachwerkhaus, massives Erdgeschoß, Satteldach, 1683 bezeichnet, Umbauten im 18. Jahrhundert (u. a. 1783 bezeichnet); Garten und Hof ummauert, in der Mauer im Bereich einer abgegangenen Scheune zugemauertes Rundbogentor 1571 bezeichnet, Tor zum Hof 1685 bezeichnet. Nach dem Häuserbuch hat das Anwesen seine heutige Gestalt durch einen Umbau erhalten, nachdem es 1682 von der Geistlichen Verwaltung Besigheim aus privater Hand gekauft worden war. Seit 1821 dient es als Oberamtsgericht. Das Haus sitzt direkt auf der inneren Stadtmauer auf, dort gibt es einen Durchgang zur Amtsgerichtsgasse, den „finsteren“ Gang. Das Anwesen prägt neben dem Rathaus die westlich Silhouette der Stadt und veranschaulicht zahlreiche Bauphasen. Die mächtige Kubatur und der Umfang des Hofes verdeutlichen die bis heute öffentliche Funktion des Anwesens; es hat zusammen mit dem Garten hohen exemplarischen und dokumentarischen Wert. Geschützt nach § 2 DSchG                                                         |    |
| Weitere Bilder | Wohnhaus Auf der Mauer 1                                                                            | Besigheim, Auf der Mauer 1 (Karte)                                   | 16./17. Jahrhundert                   | Zweigeschossiges verputztes Fachwerkhaus, massives Erdgeschoß, Geschosse jeweils vorkragend, im Obergeschoß auf der Traufseite Reste eines ehemaligen, reich verzierten Balkons, Satteldach, „MY 1532“ und „1558“ bezeichnet; massive Scheune aus unverputztem Bruchsteinmauerwerk mit Satteldach, 16./17. Jahrhundert. Nach dem Häuserbuch wurde das Anwesen vom Bürgermeister Matthäus Ybenspach (1534-1551 im Amt) erbaut und hat mit seinem historischen Balkon, der den Blick nach Südwesten über die Stadtmauer hinaus ermöglichte, eine ungewöhnliche Besonderheit. Zum Anwesen gehörte neben der kaum jüngeren Scheune wohl ein großer Garten (siehe Auf der Mauer Flnr. 90/6). Das ehemalige Bürgermeisterhaus und die komplette Hofanlage haben exemplarischen und dokumentarischen Wert. Sie sind ein anspruchsvolles Beispiel für das Bauen und Wohnen großbürgerlicher Schichten im 16. und 17. Jahrhundert. Geschützt nach § 2 DSchG |    |
| Weitere Bilder | Backhaus                                                                                            | Besigheim, Auf der Mauer 2 (Karte)                                   | 1827/28                               | Eingeschossiges Zweckgebäude, massiv verputzt, Flachdach mit hohem Schlot, 1827/28 neu errichtet, bislang offenbar nicht saniert, aber angeblich noch in Betrieb. Aufgrund eines Erlasses von 1808 mussten in der Stadt anstelle der privaten Backöfen öffentliche Backhäuser errichtet werden. Als eines von insgesamt vier im 19. Jahrhundert errichteten kommunalen Backhäusern und als Beispiel herrschaftlicher Einflussnahme auf das städtische Bauwesen hat der kleine Zweckbau direkt an der inneren Stadtmauer exemplarischen Wert. Geschützt nach § 2 DSchG |    |
|                | Gewölbekeller unter Wohnhaus                                                                        | Besigheim, Auf der Mauer 4 (Karte)                                   | vor 1794                              | Der Gewölbekeller mit Kellerhals ist Kulturdenkmal, hier nicht sichtbar unter dem Haus, geht auf den hier einst stehenden Stall von vor 1794 zurück und ist offenbar mittelalterlichen Ursprunges; Kulturdenkmal ist auch die rückwärtige Giebelwand, bestehend aus der noch mit Schießscharten ausgestatteten inneren Stadtmauer, um 1220/30. Die beiden Einzelelemente verbergen sich in einem Wohnhaus, das ursprünglich von 1794 stammt, 1992 jedoch abgebrochen und anschließend neu aufgebaut wurde. Das äußerlich dem Vorgängerbau mutmaßlich recht ähnliche Wohnhaus besitzt mit seinem Gewölbekeller sowie der Stadtmauer zwei mittelalterliche Einzelelemente, die trotz der Neuerrichtung des Hauses dokumentarischen Wert haben. Geschützt nach § 2 DSchG | BW |
|                | Wohnhaus                                                                                            | Besigheim, Auf der Mauer 6 (Karte)                                   | 16. Jahrhundert                       | Erhaltenswertes Gebäude |    |
|                | Wohnhaus                                                                                            | Besigheim, Auf der Mauer 7 (Karte)                                   | 1889                                  | Erhaltenswertes Gebäude |    |
| Weitere Bilder | Wohnhaus                                                                                            | Besigheim, Auf der Mauer 9/1 (Karte)                                 | 1901                                  | Erhaltenswertes Gebäude |    |
|                | Ummauerter Garten zwischen den Anwesen Kirchstrasse 32 und Auf der Mauer 1                          | Besigheim, Auf der Mauer (Flnr. 90/6) (Karte)                        |                                       | Erhaltenswerte Grün- und Freifläche | BW |
|                | Backhaus, Trafostation                                                                              | Besigheim, Bügelestorstraße 1 (Karte)                                | 1854                                  | Eingeschossiger Massivbau, unverputzter Quaderbau mit dreigeteilter Fassade, Giebel verputzt, Satteldach mit Schlot, 1854 als städtisches Backhaus erbaut, später zur Trafostation umfunktioniert. Aufgrund eines Erlasses von 1808 mussten in der Stadt anstelle der privaten Backöfen öffentliche Backhäuser errichtet werden. Als eines von insgesamt vier der im 19. Jahrhundert errichteten kommunalen Backhäuser hat es als außergewöhnlich schmaler Sonderbau dicht unterhalb des Rathauses an der inneren Stadtmauer und als Ausdruck herrschaftlicher Einflussnahme auf das städtische Bauwesen exemplarischen Wert. Geschützt nach § 2 DSchG |    |
| Weitere Bilder | Herberge, Schildwirtschaft „Zur Krone“, Seifensiederei, Wohnhaus                                    | Besigheim, Bügelestorstraße 2 (Karte)                                | zwischen 1569 und 1587                | Dreigeschossiges Fachwerkhaus mit profilierten Schwellen (vorkragend) und Brüstungskonsolen, Kopfbau, Erdgeschoß massiv verputzt, Satteldach, zwischen 1569 und 1587 als Herberge errichtet, spätere Umbauten durch Funktionswandel wahrscheinlich. Nach dem Häuserbuch war das Gebäude als „Natterische Herberge“ erbaut worden, diente ab ca. 1640 als Schildwirtshaus „Zur Krone“ und ab 1826 als Seifensiederei. Die repräsentative Fachwerkgestaltung des einst öffentlich genutzten Gebäudes sowie die städtebaulich dominante Kopflage gegenüber dem einstigen Enzbrückentor belegen den hohen exemplarischen und dokumentarischen Wert. Geschützt nach § 2 DSchG |    |
| Weitere Bilder | Wohnhaus                                                                                            | Besigheim, Bügelestorstraße 3 (Karte)                                | 1807                                  | Erhaltenswertes Gebäude |    |
| Weitere Bilder | Keller/Arkaden                                                                                      | Besigheim, Bügelestorstraße 5/1 (Karte)                              | 1900                                  | Erhaltenswertes Gebäude |    |
|                | Wohnhaus                                                                                            | Besigheim, Bügelestorstraße 7 (Karte)                                | 1784                                  | Erhaltenswertes Gebäude |    |
|                | Wohnhaus                                                                                            | Besigheim, Bügelestorstraße 10 (Karte)                               | Ende 18. Jahrhundert                  | Erhaltenswertes Gebäude |    |
|                | Wohnhaus                                                                                            | Besigheim, Bügelestorstraße 12 (Karte)                               | 1776                                  | Erhaltenswertes Gebäude |    |
|                | Wohnhaus                                                                                            | Besigheim, Bügelestorstraße 13 (Karte)                               | 1773                                  | Erhaltenswertes Gebäude |    |
| Weitere Bilder | So genanntes Kloster, Wohnhaus                                                                      | Besigheim, Bügelestorstraße 15 (Karte)                               | 1599                                  | Dreigeschossiger, unverputzter Bruchsteinquaderbau mit teils gekehlten Fensterstöcken, Gewölbekeller, an der Traufseite Schießscharte, mit Ansatz des 1808 abgegangenen inneren Bügelestores, Halbwalmdach, angeblich 1599 bezeichnet; anschließend Fachwerkscheune, mit einem Torbogen zum Haus verbunden, 1783 erbaut; erhaltenswert ist das zum äußeren Bügelestor hin schmale Gärtchen mit Mauer. Nach dem Häuserbuch gibt es keine Hinweise darauf, dass hier tatsächlich ein Kloster gestanden hätte, die Bezeichnung 1599 scheint stimmig. Erbauer wäre demnach Hans Natterer, der damals die Herberge Bügelestorstraße 2 besaß. Das hohe, mit seiner unverputzten Renaissance-Fassade recht altertümlich wirkende Steinhaus mit Stadtmaueranteil hat einen städtebaulich wirksamen Standort direkt am inneren Bügelestor. Die Anlage mit Scheune und Gärtchen hat als innerstädtische Hofanlage des 16. bis 18. Jahrhunderts dokumentarischen Wert. Geschützt nach § 2 DSchG                                                                           |    |
| Weitere Bilder | Äußeres Bügelestorhaus, Wohnhaus                                                                    | Besigheim, Bügelestorstraße 17 (Karte)                               | 1783                                  | Erhaltenswertes Gebäude |    |
| Weitere Bilder | Fachwerkgiebel an Wohnhaus                                                                          | Besigheim, Bühl 3 (Karte)                                            | 17. Jahrhundert                       | Fachwerkgiebel mit Vorkragungen, 17. Jahrhundert; Bestandteil eines erhaltenswerten Fachwerkhauses, zweigeschossig und verputzt, Erdgeschoß massiv, Satteldach, überformt, im Kern 17. Jahrhundert. Nach dem Häuserbuch gehörte das Anwesen im ausgehenden 17. Jahrhundert einer Bürgermeisterin, war später geteilt und wurde im ausgehenden 19. Jahrhundert auch von Weingärtnern genutzt. Der Fachwerkgiebel hat dokumentarischen Wert für das Bauen im 17. Jahrhundert. Das Gebäude mit seinen jüngeren Umbauten im Erd- und Obergeschoß hat städtebaulichen Wert als Teil der Reihe der giebelständigen Bauten in der Gasse Bühl. Geschützt nach §§ 2 (Bauteil) DSchG |    |
| Weitere Bilder | Wohnhaus Bühl 5                                                                                     | Besigheim, Bühl 5 (Karte)                                            | 16./17. Jahrhundert                   | Geschützt nach § 2 DSchG |    |
| Weitere Bilder | Wohnhaus Bühl 7                                                                                     | Besigheim, Bühl 7 (Karte)                                            | im Kern 16./17. Jahrhundert           | Geschützt nach § 2 DSchG |    |
|                | Scheune Bühl 8                                                                                      | Besigheim, Bühl 8 (Karte)                                            | 19. Jahrhundert                       | Erhaltenswertes Gebäude |    |
|                | Wohnhaus Bühl 9/1, 9/2                                                                              | Besigheim, Bühl 9/1, 9/2 (Karte)                                     | 17. Jahrhundert                       | Erhaltenswertes Gebäude |    |
| Weitere Bilder | Backhaus Bühl 14                                                                                    | Besigheim, Bühl 14 (Karte)                                           | 1825                                  | Geschützt nach § 2 DSchG |    |
|                | Wohnhaus Bühl 18                                                                                    | Besigheim, Bühl 18 (Karte)                                           | 1904                                  | Erhaltenswertes Gebäude |    |
| Weitere Bilder | Scheune Bühl 26                                                                                     | Besigheim, Bühl 26 (Karte)                                           | 1904                                  | Erhaltenswertes Gebäude |    |
| Weitere Bilder | Stadtmauerturm Bühl 28/3                                                                            | Besigheim, Bühl 28/3 (Karte)                                         | um 1220/30                            | Geschützt nach § 28 DSchG |    |
|                | Wohnhaus Bühl 30                                                                                    | Besigheim, Bühl 30 (Karte)                                           | im Kern 17. Jahrhundert               | Erhaltenswertes Gebäude |    |
| Weitere Bilder | Scheune Bühl 32                                                                                     | Besigheim, Bühl 32 (Karte)                                           | im Kern Mitte 15. Jahrhunderts        | Geschützt nach § 2 DSchG |    |
|                | Stall, Wohnhaus Bühl 34                                                                             | Besigheim, Bühl 34 (Karte)                                           | 16./17. Jahrhundert                   | Erhaltenswertes Gebäude |    |
|                | Stall, Wohnhaus Bühl 36                                                                             | Besigheim, Bühl 36 (Karte)                                           | 1776                                  | Erhaltenswertes Gebäude |    |
|                | Wohnhaus Entengasse 2                                                                               | Besigheim, Entengasse 2 (Karte)                                      | 1880                                  | Erhaltenswertes Gebäude |    |
|                | Brennerei, Wohnhaus Entengasse 4                                                                    | Besigheim, Entengasse 4 (Karte)                                      | 1817                                  | Erhaltenswertes Gebäude |    |
|                | Wohnhaus Entengasse 6                                                                               | Besigheim, Entengasse 6 (Karte)                                      | 1780                                  | Erhaltenswertes Gebäude |    |
|                | Wohnhaus Entengasse 8                                                                               | Besigheim, Entengasse 8 (Karte)                                      | 1783                                  | Erhaltenswertes Gebäude |    |
| Weitere Bilder | Wohnhaus Entengasse 10                                                                              | Besigheim, Entengasse 10 (Karte)                                     | 1613                                  | Geschützt nach § 2 DSchG |    |
|                | Gasthaus, Wohn- und Geschäftshaus Entengasse 13                                                     | Besigheim, Entengasse 13 (Karte)                                     | kurz nach 1724                        | Erhaltenswertes Gebäude |    |
|                | Wohnhaus Entengasse 14                                                                              | Besigheim, Entengasse 14 (Karte)                                     | im Kern 17. Jahrhundert               | Geschützt nach § 2 DSchG |    |
| Weitere Bilder | Wohnhaus Entengasse 15                                                                              | Besigheim, Entengasse 15 (Karte)                                     | 1580                                  | Geschützt nach § 2 DSchG |    |
|                | Rundbogeneingang Entengasse 19                                                                      | Besigheim, Entengasse 19 (Karte)                                     | 1566                                  | Geschützt nach § 2 DSchG |    |
|                | Wohnhaus Entengasse 24                                                                              | Besigheim, Entengasse 24 (Karte)                                     | 18./19. Jahrhundert                   | Erhaltenswertes Gebäude |    |
|                | Wohnhaus Entengasse 26                                                                              | Besigheim, Entengasse 26 (Karte)                                     | 18./19. Jahrhundert                   | Erhaltenswertes Gebäude |    |
| Weitere Bilder | Gusseiserner Brunnen Entengasse                                                                     | Besigheim, Entengasse (Karte)                                        | 1867                                  | Geschützt nach § 2 DSchG |    |
|                | Wohnhaus Hauptstraße 1                                                                              | Besigheim, Hauptstraße 1 (Karte)                                     | 1827                                  | Erhaltenswertes Gebäude |    |
|                | Wohnhaus mit Bäckerei und Wirtschaft, Wohnhaus Hauptstraße 2                                        | Besigheim, Hauptstraße 2 (Karte)                                     | 1900                                  | Erhaltenswertes Gebäude |    |
|                | Wohnhaus mit Rotgerberei, Wohnhaus Hauptstraße 3                                                    | Besigheim, Hauptstraße 3 (Karte)                                     | im Kern um 1680                       | Erhaltenswertes Gebäude |    |
|                | Wohnhaus mit Rotgerberei, Wohnhaus Hauptstraße 5                                                    | Besigheim, Hauptstraße 5 (Karte)                                     | im Kern 17. Jahrhundert               | Erhaltenswertes Gebäude |    |
| Weitere Bilder | Wohn- und Geschäftshaus Hauptstraße 6                                                               | Besigheim, Hauptstraße 6 (Karte)                                     | 17./18. Jahrhundert                   | Erhaltenswertes Gebäude |    |
| Weitere Bilder | „Gasthaus zum Lamm“, Wohn- und Geschäftshaus Hauptstraße 7                                          | Besigheim, Hauptstraße 7 (Karte)                                     | 17./18. Jahrhundert                   | Nur der Wirtshausausleger ist nach § 2 geschützt Geschützt nach § 2 DSchG |    |
|                | Wohnhaus mit Werkstatt, ab 1836 mit Brauerei, Wohnhaus Hauptstraße 9                                | Besigheim, Hauptstraße 9 (Karte)                                     | im Kern 17. Jahrhundert               | Erhaltenswertes Gebäude |    |
| Weitere Bilder | „Herberge zum Schwarzen Adler“, Rotgerberei, Wohnhaus Hauptstraße 11                                | Besigheim, Hauptstraße 11 (Karte)                                    | im Kern 17. Jahrhundert               | Geschützt nach § 2 DSchG |    |
| Weitere Bilder | Wohn- und Geschäftshaus Hauptstraße 13                                                              | Besigheim, Hauptstraße 13 (Karte)                                    | im Kern 17. Jahrhundert               | Erhaltenswertes Gebäude |    |
| Weitere Bilder | „Herberge zum Schwarzen Adler“, Rotgerberei, Wohnhaus Hauptstraße 14                                | Besigheim, Hauptstraße 14 (Karte)                                    | um 1600                               | Geschützt nach § 2 DSchG |    |
| Weitere Bilder | Kaufmannshaus, Wohn- und Geschäftshaus Hauptstraße 17                                               | Besigheim, Hauptstraße 17 (Karte)                                    | im Kern 17. Jahrhundert               | Geschützt nach § 2 DSchG |    |
|                | Wohn- und Geschäftshaus Hauptstraße 18                                                              | Besigheim, Hauptstraße 18 (Karte)                                    | 1873                                  | Erhaltenswertes Gebäude |    |
|                | Wohnhaus Hauptstraße 20                                                                             | Besigheim, Hauptstraße 20 (Karte)                                    | 1891                                  | Erhaltenswertes Gebäude |    |
|                | Wohn- und Geschäftshaus Hauptstraße 24/1                                                            | Besigheim, Hauptstraße 24/1 (Karte)                                  | im Kern 17. Jahrhundert               | Erhaltenswertes Gebäude |    |
|                | Wohn- und Geschäftshaus Hauptstraße 26                                                              | Besigheim, Hauptstraße 26 (Karte)                                    | 1879/80                               | Erhaltenswertes Gebäude |    |
|                | „Gasthaus Stern“, Wohn- und Geschäftshaus Hauptstraße 28                                            | Besigheim, Hauptstraße 28 (Karte)                                    | 1774                                  | Erhaltenswertes Gebäude |    |
| Weitere Bilder | „Gasthaus zum Lamm“, „Gasthof Waldhorn“ Hauptstraße 30                                              | Besigheim, Hauptstraße 30 (Karte)                                    | 1774                                  | Geschützt nach § 2 DSchG |    |
|                | Schmiedeeiserner Ausleger Hauptstraße 31                                                            | Besigheim, Hauptstraße 31 (Karte)                                    | 19. Jahrhundert                       | Geschützt nach § 2 DSchG |    |
| Weitere Bilder | Unterer Turm oder Waldhornturm                                                                      | Besigheim, Hauptstraße 32 (Karte)                                    | um 1220/30                            | Buckel-Quader-Rundturm, mit Schießscharten, Pechnase, 3-4 Meter dicke Mauern, ca. 26 Meter hoch, um 1220/30 errichtet. Der ursprünglich zur Unteren Burg gehörige Turm wurde im Zuge der Errichtung der ersten Stadtmauer um 1220/30 in das Stadtbefestigungssystem entweder integriert oder auch erst neu erbaut. Er blieb als einziger Rest der 1751 endgültig abgebrochenen unteren Burg erhalten und wurde seit 1839 vom benachbarten Waldhornwirt genutzt. Dieser hatte auf dem Turm ein heute nicht mehr vorhandenes Hüttchen errichten lassen. Zusammen mit dem fast baugleichen und etwa gleich alten Turm der Oberen Burg am südlichen Ende der Altstadt (siehe Pfarrgasse 13) gilt der hochmittelalterliche „Waldhornturm“ als Wahrzeichen Besigheims und bezeugt die Herrschaftsgeschichte der Stadt. Aufgrund seines hohen Baualters, seiner Bauart und Bauweise hat er einen herausragenden dokumentarischen Wert. Geschützt nach § 28 DSchG |    |
|                | Steintafel Hauptstraße 33                                                                           | Besigheim, Hauptstraße 33 (Karte)                                    | 1718                                  | Geschützt nach § 2 DSchG |    |
| Weitere Bilder | Wohnhaus Hauptstraße 37                                                                             | Besigheim, Hauptstraße 37 (Karte)                                    | 1833/34                               | Geschützt nach § 2 DSchG |    |
| Weitere Bilder | Wohnhaus Hauptstraße 39                                                                             | Besigheim, Hauptstraße 39 (Karte)                                    | 1800                                  | Geschützt nach § 2 DSchG |    |
|                | Wohn- und Geschäftshaus Hauptstraße 40                                                              | Besigheim, Hauptstraße 40 (Karte)                                    | 1879                                  | Erhaltenswertes Gebäude |    |
|                | Wohnhaus Hauptstraße 46                                                                             | Besigheim, Hauptstraße 46 (Karte)                                    | 1871                                  | Erhaltenswertes Gebäude |    |
| Weitere Bilder | Villa, Wohnhaus Hauptstraße 50                                                                      | Besigheim, Hauptstraße 50 (Karte)                                    | 1873                                  | Geschützt nach § 2 DSchG |    |
| Weitere Bilder | Zehntscheune und Kelter (bis 1976), Stadthalle Hauptstraße 57                                       | Besigheim, Hauptstraße 57 (Karte)                                    | 1591                                  | Geschützt nach § 28 DSchG |    |
|                | Fachwerkhaus Hauptstraße 63                                                                         | Besigheim, Hauptstraße 63 (Karte)                                    | 1775                                  | Erhaltenswertes Gebäude |    |
| Weitere Bilder | Wohn- und Geschäftshaus Hauptstraße 65                                                              | Besigheim, Hauptstraße 65 (Karte)                                    | 17. Jahrhundert                       | Geschützt nach § 2 DSchG |    |
| Weitere Bilder | Stadtmauerturm Hauptstraße 65/1                                                                     | Besigheim, Hauptstraße 65/1 (Karte)                                  | 15. Jahrhundert                       | Stumpf eines halbrunden Stadtmauerturmes, massiv aus Bruchsteinen, unverputzt, mit Gewölberesten, 15. Jahrhundert, 2003 renoviert. Der im Zuge der Stadterweiterung des 15. Jahrhunderts angelegte Stadtturm befindet sich zwischen dem abgegangenen äußeren Neckartor (zwischen Hauptstraße 50 und 73) und dem abgegangenen Burgackertor (östlich der unteren Enzmühle) in der Mitte des nördlichen Mauerzuges. Vermutlich wurde er im Zusammenhang mit der Abtragung der Stadtmauer und Stadttürme zu Beginn des 19. Jahrhunderts auf das heutige Niveau zurückgebaut. Zusammen mit der angrenzenden und zeitgleichen Stadtmauer gehört der Turmstumpf zu den Resten der äußeren zweiten Befestigung der Stadt Besigheim. Der Turm hat für die Geschichte der Stadtbefestigung einen hohen dokumentarischen Wert. Geschützt nach § 28 DSchG |    |
| Weitere Bilder | „Gasthaus Krone“                                                                                    | Besigheim, Hauptstraße 67 (Karte)                                    | 1683                                  | Geschützt nach § 2 DSchG |    |
| Weitere Bilder | Gastherberge „Zum Ochsen“, Wohnhaus Hauptstraße 75                                                  | Besigheim, Hauptstraße 75 (Karte)                                    | 1784                                  | Geschützt nach § 2 DSchG |    |
|                | Wohnhaus Kirchstraße 3                                                                              | Besigheim, Kirchstraße 3 (Karte)                                     | vor 1800                              | Erhaltenswertes Gebäude |    |
| Weitere Bilder | Wohnhaus Kirchstraße 4                                                                              | Besigheim, Kirchstraße 4 (Karte)                                     | 1823                                  | Geschützt nach § 2 DSchG |    |
|                | Scheune, Wohn- und Geschäftshaus Kirchstraße 8                                                      | Besigheim, Kirchstraße 8 (Karte)                                     | im Kern 19. Jahrhundert               | Erhaltenswertes Gebäude |    |
| Weitere Bilder | Wohnhaus Kirchstraße 9                                                                              | Besigheim, Kirchstraße 9 (Karte)                                     | im Kern um 1660                       | Geschützt nach § 2 DSchG |    |
| Weitere Bilder | Wirtshausausleger der Gastwirtschaft „Zum Löwen“                                                    | Besigheim, Kirchstraße 10 (Karte)                                    | nach 1853 angefertigt                 | Geschützt nach § 2 DSchG |    |
|                | Wohnhaus Kirchstraße 11                                                                             | Besigheim, Kirchstraße 11 (Karte)                                    | 1802                                  | Erhaltenswertes Gebäude |    |
|                | Wohnhaus Kirchstraße 13                                                                             | Besigheim, Kirchstraße 13 (Karte)                                    | 1804                                  | Erhaltenswertes Gebäude |    |
| Weitere Bilder | Fachwerkscheune, Wohnhaus Kirchstraße 15                                                            | Besigheim, Kirchstraße 15 (Karte)                                    | 1815                                  | Erhaltenswertes Gebäude, Geburtshaus von Christoph Schrempf |    |
|                | Saalbau, Gast- und Wohnhaus Kirchstraße 16                                                          | Besigheim, Kirchstraße 16 (Karte)                                    | 1903                                  | Geschützt nach § 2 DSchG |    |
| Weitere Bilder | Gasthaus zum Hirsch                                                                                 | Besigheim, Kirchstraße 18 (Karte)                                    | m Kern 18. Jahrhundert                | Geschützt nach § 2 DSchG |    |
|                | Wohnhaus mit Schmiede, Wohn- und Geschäftshaus Kirchstraße 19                                       | Besigheim, Kirchstraße 19 (Karte)                                    | 1856                                  | Erhaltenswertes Gebäude |    |
| Weitere Bilder | Wohnhaus Kirchstraße 20                                                                             | Besigheim, Kirchstraße 20 (Karte)                                    | im Kern um 1600                       | Geschützt nach § 2 DSchG |    |
|                | Wohn- und Geschäftshaus Kirchstraße 21                                                              | Besigheim, Kirchstraße 21 (Karte)                                    | 1856                                  | Erhaltenswertes Gebäude |    |
| Weitere Bilder | Wohnhaus, Gasthaus „Ratsstüble“                                                                     | Besigheim, Kirchstraße 22 (Karte)                                    | 1715                                  | Erhaltenswertes Gebäude |    |
|                | Wohnhaus Kirchstraße 23                                                                             | Besigheim, Kirchstraße 23 (Karte)                                    | im Kern 16. Jahrhundert               | Erhaltenswertes Gebäude |    |
| Weitere Bilder | Wohnhaus Kirchstraße 24                                                                             | Besigheim, Kirchstraße 24 (Karte)                                    | 1610                                  | Geschützt nach § 2 DSchG |    |
|                | Wohn- und Geschäftshaus Kirchstraße 25                                                              | Besigheim, Kirchstraße 25 (Karte)                                    | 17. Jahrhundert                       | Erhaltenswertes Gebäude |    |
| Weitere Bilder | Wohnhaus Kirchstraße 27                                                                             | Besigheim, Kirchstraße 27 (Karte)                                    | 1567                                  | Geschützt nach § 2 DSchG |    |
| Weitere Bilder | Gasthaus „Zum Anker“, Cafe                                                                          | Besigheim, Kirchstraße 30 (Karte)                                    | 1556                                  | Geschützt nach § 2 DSchG |    |
|                | Wohn- und Geschäftshaus Kirchstraße 31                                                              | Besigheim, Kirchstraße 31 (Karte)                                    | 1873                                  | Erhaltenswertes Gebäude |    |
|                | So genanntes „Deutsches Höfle“, Wohn- und Geschäftshaus                                             | Besigheim, Kirchstraße 33 (Karte)                                    | im Wesentlichen 16./17. Jahrhundert   | Erhaltenswertes Gebäude |    |
| Weitere Bilder | So genanntes „Zwerchhäusle“, Wohnhaus                                                               | Besigheim, Kirchstraße 35 (Karte)                                    | im Kern 17./18. Jahrhundert           | Geschützt nach § 2 DSchG |    |
|                | Stein Kirchstraße 38                                                                                | Besigheim, Kirchstraße 38 (Karte)                                    | 1622                                  | Geschützt nach § 2 DSchG |    |
| Weitere Bilder | Wohnhaus Kirchstraße 43                                                                             | Besigheim, Kirchstraße 43 (Karte)                                    | 1615                                  | Geschützt nach § 2 DSchG |    |
| Weitere Bilder | Steinplatte Kirchstraße 45                                                                          | Besigheim, Kirchstraße 45 (Karte)                                    | 1550                                  | Geschützt nach § 2 DSchG |    |
| Weitere Bilder | Wohnhaus Kirchstraße 47                                                                             | Besigheim, Kirchstraße 47 (Karte)                                    | 17. Jahrhundert                       | Geschützt nach § 2 DSchG |    |
|                | Keller und Kellereingang Kirchstraße 53                                                             | Besigheim, Kirchstraße 53 (Karte)                                    | 17. Jahrhundert                       | Erhaltenswertes Bauteil | BW |
|                | Wohnhaus mit Scheune Kirchstraße 57                                                                 | Besigheim, Kirchstraße 57 (Karte)                                    | 17. Jahrhundert                       | Erhaltenswertes Gebäude |    |
|                | Wohnhaus mit Scheune Kirchstraße 59                                                                 | Besigheim, Kirchstraße 59 (Karte)                                    | 1671                                  | Erhaltenswertes Gebäude |    |
| Weitere Bilder | Magazin, Wirtschaftsgebäude Kirchstraße 61                                                          | Besigheim, Kirchstraße 61 (Karte)                                    | Ende 19. Jahrhundert                  | Geschützt nach § 2 DSchG |    |
|                | Scheune mit Sommerstube, Wohnhaus Kirchstraße 63a                                                   | Besigheim, Kirchstraße 63a (Karte)                                   | im Kern zweite Hälfte 16. Jahrhundert | Geschützt nach § 2 DSchG |    |
|                | Wohnhaus Kirchstraße 67                                                                             | Besigheim, Kirchstraße 67 (Karte)                                    | 17. Jahrhundert                       | Erhaltenswertes Gebäude |    |
| Weitere Bilder | Pfründhausscheune, Wohnhaus, Schule, Wohnhaus                                                       | Besigheim, Kirchstraße 75 (Karte)                                    | 1602                                  | Geschützt nach § 2 DSchG |    |
| Weitere Bilder | Herrschaftliches Privathaus, Lateinschule, Schulgebäude                                             | Besigheim, Kirchstraße 79 (Karte)                                    | 1743                                  | Geschützt nach § 28 DSchG |    |
| Weitere Bilder | Wohn- und Geschäftshaus Marktplatz 1                                                                | Besigheim, Marktplatz 1 (Karte)                                      | 1849                                  | Geschützt nach § 2 DSchG |    |
| Weitere Bilder | Stadtapotheke, Wohn- und Geschäftshaus                                                              | Besigheim, Marktplatz 2 (Karte)                                      | 1612                                  | Geschützt nach § 2 DSchG |    |
|                | Wohn- und Geschäftshaus Marktplatz 3                                                                | Besigheim, Marktplatz 3 (Karte)                                      | 1890/91                               | Erhaltenswertes Gebäude |    |
| Weitere Bilder | Handwerker- und Handelshaus, so genanntes „Dreigiebelhaus“ Marktplatz 4                             | Besigheim, Marktplatz 4 (Karte)                                      | 1610                                  | Geschützt nach § 2 DSchG |    |
|                | Wohn- und Geschäftshaus Marktplatz 6                                                                | Besigheim, Marktplatz 6 (Karte)                                      | 18. Jahrhundert                       | Erhaltenswertes Gebäude |    |
|                | Wohn- und Geschäftshaus Marktplatz 8                                                                | Besigheim, Marktplatz 8 (Karte)                                      | 1744                                  | Erhaltenswertes Gebäude |    |
| Weitere Bilder | Wohnhaus Marktplatz 10                                                                              | Besigheim, Marktplatz 10 (Karte)                                     | 1584                                  | Geschützt nach § 2 DSchG |    |
| Weitere Bilder | Kauf- und Tanzhaus, Rathaus Marktplatz 12                                                           | Besigheim, Marktplatz 12 (Karte)                                     | 1459                                  | Geschützt nach § 28 DSchG |    |
| Weitere Bilder | Rathausbrunnen                                                                                      | Besigheim, Marktplatz (Karte)                                        | 16. Jahrhundert                       | Geschützt nach § 28 DSchG |    |
| Weitere Bilder | Stall, Wohnhaus Mühlgasse 1                                                                         | Besigheim, Mühlgasse 1 (Karte)                                       | 1790                                  | Geschützt nach § 2 DSchG |    |
| Weitere Bilder | Gerberhaus, Wohnhaus Mühlgasse 2                                                                    | Besigheim, Mühlgasse 2 (Karte)                                       | 1669                                  | Geschützt nach § 2 DSchG |    |
| Weitere Bilder | Obere Enzmühle (Burgermühle, Stadtmühle), Wohnhaus                                                  | Besigheim, Mühlgasse 4 (Karte)                                       | 18./19. Jahrhundert                   | Geschützt nach § 2 DSchG |    |
|                | Scheune Mühlgasse 4a                                                                                | Besigheim, Mühlgasse 4a (Karte)                                      | 17. Jahrhundert                       | Geschützt nach § 2 DSchG |    |
|                | Wohnhaus Mühlgasse 5                                                                                | Besigheim, Mühlgasse 5 (Karte)                                       | 1794                                  | Erhaltenswertes Gebäude |    |
|                | Armenhaus, Wohnhaus Mühlgasse 10                                                                    | Besigheim, Mühlgasse 10 (Karte)                                      | 1689/90                               | Geschützt nach § 2 DSchG |    |
|                | Doppelscheune Mühlgasse 12                                                                          | Besigheim, Mühlgasse 12 (Karte)                                      | 1850                                  | Erhaltenswertes Gebäude |    |
|                | Wohnhaus Mühlgasse 13                                                                               | Besigheim, Mühlgasse 13 (Karte)                                      | Ende 19. Jahrhundert                  | Erhaltenswertes Gebäude |    |
| Weitere Bilder | Wohnhaus Mühlgasse 15                                                                               | Besigheim, Mühlgasse 15 (Karte)                                      | 1806                                  | Erhaltenswertes Gebäude |    |
|                | Wohnhaus Oberamteigasse 2                                                                           | Besigheim, Oberamteigasse 2 (Karte)                                  | 1836                                  | Erhaltenswertes Gebäude |    |
|                | Wohnhaus Oberamteigasse 3                                                                           | Besigheim, Oberamteigasse 3 (Karte)                                  | im Kern 17/18. Jahrhundert            | Erhaltenswertes Gebäude |    |
|                | Wohnhaus Oberamteigasse 4                                                                           | Besigheim, Oberamteigasse 4 (Karte)                                  | 1836                                  | Geschützt nach § 2 DSchG |    |
| Weitere Bilder | Wohnhaus Ochsengraben 2                                                                             | Besigheim, Ochsengraben 2 (Karte)                                    | 1822                                  | Erhaltenswertes Gebäude |    |
| Weitere Bilder | Äußeres Bügelestor                                                                                  | Besigheim, Ochsengraben 2 (Karte)                                    | im Kern 15. Jahrhundert               | Reste der ehemaligen Doppeltoranlage äußeres Bügelestor, inneres Tor durch Quaderung am Anwesen Bügelestorstraße 17 erkennbar, äußeres Tor durch die torartige Öffnung der äußeren Stadtmauer beim Anwesen Ochsengraben 2, dort Natursteinmauerwerk mit teils schießschartenartigen Öffnungen, zur Toröffnung hin mit Eckquaderung, im Kern 15. Jahrhundert (erhaltenswertes Haus siehe Ochsengraben 2). Das äußere Bügelestor, das im Zuge der Stadterweiterung im 15. Jahrhundert angelegt worden sein dürfte, wurde nach dem Ausbau der Hauptstrasse um 1830 wie alle Toranlagen zurückgebaut, wobei oft die ehemaligen Torhäuser wie Bügelestorstraße 17 erhalten blieben. Bereits 1808 war das innere Bügelestor beim Anwesen Bügelestorstraße 15 abgebaut worden. Die Reste des äußeren Bügelestores dokumentieren die Stadterweiterung des 15. Jahrhunderts und haben als Teil der äußeren Stadtbefestigung hohen dokumentarischen Wert. Geschützt nach § 28 DSchG                                                                                      |    |
|                | Weingarten Ochsengraben                                                                             | Besigheim, Ochsengraben Flstnr. 104, 105 (Karte)                     |                                       | Geschützt nach § 2 DSchG | BW |
| Weitere Bilder | Pavillon                                                                                            | Besigheim, Ochsengraben Flstnr. 2450 (Karte)                         | zwischen 1740 und 1765                | Zweigeschossiger Pavillon, Erdgeschoß massiv verputzt, Rest eines ehemaligen Stadtturmes, Obergeschoß Fachwerk verputzt, sechseckiger Grundriss, Mansarddach ebenfalls hexagonal, zwischen 1740 und 1765 vom Besigheimer Vogt V. S. Essich erbaut, zuletzt 1982 umfassend renoviert; Kulturdenkmal ist auch die Grünfläche um den Pavillon, Bestandteil der Befestigung zwischen inneren und äußerer Stadtmauer, mit Resten der Stadtmauer, im 19. Jahrhundert teilweise mit Wein bestockt. Nach dem Häuserbuch hatte der Besigheimer Vogt den Pavillon in Ergänzung zu seinem herrschaftlichen Anwesen Kirchstraße 79 errichtet. 1942 bis 1946 wohnte der Kunstmaler Richard Wegmann in dem Pavillon. Der Pavillon mit seinem parkartigen Garten ist ein bemerkenswert frühes Beispiel für die Umnutzung der Stadtbefestigung zu einer gartenarchitektonischen Anlage und hat einen hohen dokumentarischen und heimatgeschichtlichen Wert. Geschützt nach § 28 DSchG                                                                                          |    |
| Weitere Bilder | Reitzensteinisches Freihaus, Dekanat                                                                | Besigheim, Pfarrgasse 3 (Karte)                                      | 1572                                  | Zweigeschossiger Fachwerkbau mit Süd- und Nordflügel, Erdgeschoß massiv verputzt mit Eckquaderung, getreppte Steinknagge, „Zweischneuß“ (bes. Fenster auf der Ostseite), Südflügel mit abgewalmten Satteldach, am Kellertor 1572 bezeichnet, damals von einem Metzger errichtet, seit 1596 Pfarrhaus, Nordflügel mit abgewalmten Satteldach 1752 anstelle einer Scheune erbaut (Bezeichnung an der Tür), 1963 Erneuerung der Fenster, 1964 Garageneinbau, 1977 Umbauten, 2000 das offenbar 1910 ersetzte Kellertor erneuert. Nach dem Häuserbuch war das Anwesen 1584 an den Besigheimer Obervogt von Reitzenstein gelangt, der es 1596 im Tausch mit dem Anwesen Pfarrgasse 10 dem Kollegiatstift Baden übergab, seither Pfarrhaus. Das herrschaftlich wirkende Pfarrhaus mit einem frühneuzeitlichen und einem barocken Flügel hat für die Kirchengeschichte einen hohen exemplarischen und dokumentarischen Wert. Geschützt nach § 28 DSchG |    |
| Weitere Bilder | Wohnhaus                                                                                            | Besigheim, Pfarrgasse 6 (Karte)                                      | 16./17. Jahrhundert                   | Zweigeschossiger verputzter Fachwerkbau, Erdgeschoß massiv, profilierte Schwellen und Voluten-Firstkonsole, Satteldach, 16./17. Jahrhundert, 1993 Änderungen an der Fassade; erhaltenswert der zweigeschossige Anbau an der Traufseite mit Satteldach, 1876 mit Stall errichtet und später aufgestockt. Nach dem Häuserbuch war das Anwesen im 19. Jahrhundert in der Hand von Weingärtnern. Das weitgehend original überlieferte und typische Ackerbürgerhaus hat dokumentarischen Wert für den Wandel vom bäuerlichen Anwesen zum rein städtischen Wohnhaus. Geschützt nach § 2 DSchG |    |
| Weitere Bilder | Schulhaus, Wohnhaus                                                                                 | Besigheim, Pfarrgasse 9 (Karte)                                      | 1604                                  | Ein- bzw. zur Nordseite zweigeschossiger Fachwerkbau in Eckund Hanglage, Unter- und Erdgeschoß teils massiv verputzt, sonst Fachwerk, Satteldach mit Zwerchhaus und Gauben, am Kellertor 1604 bezeichnet, Fachwerk ausgehendes 17. Jahrhundert, Umbauten zwischen 1800 und 1817, Ende des 20. Jahrhunderts Teilfreilegung des Fachwerkes, 2004 Neufassung der Fassade. Nach dem Häuserbuch wurde das ehemalige Pfründhaus und spätere Meßnerhaus 1595 zum Schulhaus umgenutzt und dafür 1604 grundlegend umgebaut oder neu errichtet. 1778 wurde es privatisiert und war im 19. Jahrhundert in der Hand von Weingärtnern. Das Anwesen veranschaulicht einerseits den Fachwerkbau des 17. Jahrhunderts (Giebelseite) und dokumentiert andererseits den Umbau zu Anfang des 19. Jahrhunderts, der den Eindruck eines Steinhauses erwecken sollte (Traufseite). Es hat zudem dokumentarischen Wert für die Schulgeschichte und den Nutzungswandel eines einst öffentlich genutzten Gebäudes. Geschützt nach § 2 DSchG                                             |    |
| Weitere Bilder | Pfründhaus, „Freihaus“, Wohnhaus                                                                    | Besigheim, Pfarrgasse 10 (Karte)                                     | 1493                                  | Zweigeschossiger Fachwerkbau in Ecklage, Erdgeschoß massiv mit Toreinfahrt, verblattetes Fachwerk, im Obergeschoß Bohlenstube, im Innern teils bemalt, Krüppelwalmdach, Speicherläden, 1493, 1812, 1904 und 1977 bezeichnet, 1977 Gesamtsanierung. Nach dem Häuserbuch dürfte das Anwesen 1493 als „Pfarrpfründe“ erbaut worden sein. Obervogt von Reitzenstein tauschte es 1596 gegen das Privathaus Pfarrgasse 3, so dass dieses Anwesen seither als privates „Freihaus“ dient (Pfarrgasse 3 ist hingegen fortan das Pfarrhaus), 1709 als Hochstettersches Freihaus bezeichnet, 1812 in der Hand von Weingärtnern, damals Umbau und Renovierung. Das ehemalige Pfründ- und Freihaus ist neben dem Dreigiebelhaus (Marktplatz 4) und dem Rathaus das älteste Gebäude in Besigheim. Es hat einen hohen exemplarischen und dokumentarischen Wert als Sonderbau und in seiner rekonstruierten Gestalt für die mittelalterliche Bauweise der Region. Geschützt nach § 28 DSchG                                                                                    |    |
| Weitere Bilder | Evangelische Stadtkirche St. Cyriakus                                                               | Besigheim, Pfarrgasse 11 (Karte)                                     | 1383                                  | Chorseitenturmanlage, Langhaus und Turm unverputztes Bruchsteinmauerwerk mit Eckquaderung, Satteldach, Turm mit Haubendach, Chor 1383 zu Ehren der Heiligen Martin, Nikolaus und Katharina geweiht, Langhaus 1445 bezeichnet und 1448 fertig gestellt, 1545 Um- und Anbauten von Sakristei und Kapelle (Bezeichnung), 1685 nach Bezeichnung Erneuerungen, Glockenturm 1795 erhöht, Langhaus 1847 erhöht. Die Kirche könnte ihrer Lage nach aus einer zur Oberen Burg gehörigen Kapelle hervorgegangen sein. Seit 1484 ist als Schutzpatron der heilige Cyriakus bekannt, seit 1556 ist die Kirche evangelisch. 1628 hatte man den Friedhof vom Kirchhof hinter den Oberen Turm verlegt. Die im Kern mittelalterliche Kirche beherrscht am oberen Ende der Altstadt neben dem Oberen Turm das Stadtbild Besigheims. Als größter und ältester Sakralbau der Altstadt hat das Gebäude einen hohen exemplarischen und dokumentarischen Wert. Geschützt nach § 28 DSchG                                                                                             |    |
|                | Wohnhaus mit Scheune                                                                                | Besigheim, Pfarrgasse 12 (Karte)                                     | 1794                                  | Erhaltenswertes Gebäude |    |
| Weitere Bilder | Hochwachtturm, Oberer Turm oder Schochenturm                                                        | Besigheim, Pfarrgasse 13 (Karte)                                     | um 1220/30                            | Buckel-Quader-Rundturm, mit Schießscharten, außen liegender Treppenaufgang in Holz, Erker, unter Kegeldach Wohngeschoß, um 1220/30 errichtet. Der Kern und gleichzeitig älteste Teil der Oberen Burg war gemäß der zeitlichen Zuordnung zahlreicher Steinmetzzeichen um 1220/30 errichtet worden. 1540 ist die „Hochwacht“ mit Hochwächterswohnung erwähnt, doch schon ursprünglich dürfte der Turm eine Wohnfunktion gehabt haben. Zwischen 1650 und 1657 wurden Kriegsschäden am Turm repariert. Später wohnte der Turmwächter in der Wohnung unter dem Dach. Zusammen mit dem fast baugleichen und etwa gleich alten Turm der Unteren Burg am nördlichen Ende der Altstadt (siehe Hauptstraße 32) gilt der hochmittelalterliche „Schochenturm“ als Wahrzeichen Besigheims und bezeugt die Herrschaftsgeschichte der Stadt. Aufgrund seines hohen Baualters und seiner Bauart hat er einen herausragenden Wert. Geschützt nach § 28 DSchG |    |
| Weitere Bilder | Stiftsscheuer (Fruchtkasten), Wohnhaus                                                              | Besigheim, Pfarrgasse 14 (Karte)                                     | 1613                                  | Zweigeschossiger Fachwerkbau, Erdgeschoß massiv verputzt mit zwei Rundbogentoren und einem „Zweischneuß“ (Fenster), Eckquaderung, Firstkonsole, Satteldach, mit Wappen des Stiftes Baden, 1613 bezeichnet, spätere Umbauten; rückseitig wird die Stadtmauer als Wand genutzt, um 1220/30. Nach dem Häuserbuch wurde das Gebäude vom badischen Kollegiatstift anstelle einer ehemaligen Pfarrscheune als „Stiftsscheuer“ bzw. Fruchtkasten neu errichtet. 1807 verkaufte man das Gebäude an Privat, doch erst 1873 hatte man die Scheune umgebaut und mit einer Wohnung ausgestattet. Die ehemalige und 1873 zum Wohnhaus umgebaute Stiftsscheuer verweist mit ihren großen Toreneinfahrten und der teils massiven Quaderbauweise auf ihre alte Sondernutzung. Das Anwesen hat zusammen mit der Stadtmauer exemplarischen und dokumentarischen Wert. Geschützt nach § 2 DSchG |    |
| Weitere Bilder | Torwächterhaus (Oberes Tor), Amtsknechthaus mit Gefängniszelle, Wohnhaus                            | Besigheim, Pfarrgasse 15 (Karte)                                     | 1895                                  | Zweigeschossiges verputztes Fachwerkhaus, Erdgeschoß massiv, ebenso nördliche Langwand, Satteldach mit Gaube, 1895 unter Verwendung des Vorgängerbaues (Torhaus) neu errichtet; nördliche Hauswand ist die innere Stadtmauer, um 1220/30, unter der Scheune Reste eines Stadtmauerturmes; westlich angebaut das Obertor; ehemaliger Stadtgraben (aufgeschütteter Ochsengraben), heute Garten Flstnr. 199/3. Nach dem Häuserbuch hatte ein Bierbrauer das ehemalige Torhausanwesen erkauft und 1881 über den Resten eines ehemaligen Stadtmauerturmes eine Scheune errichtet (heute zwei übereinander liegende Keller unter der Scheune). 1895 brannten die Gebäude ab und wurden auf den Resten neu erbaut. Der Obertor wurde vor 1744 durch die Stadtmauer gebrochen. Mit maßgeblichen Resten der inneren Stadtbefestigung und dem Obertor hat das ehemalige Torhaus hohen dokumentarischen Wert für den Rückbau der Stadtbefestigung im 19. Jahrhundert. Geschützt nach § 2 DSchG                                                                            |    |
| Weitere Bilder | Amtswohnung des Diakon, Wohnhaus                                                                    | Besigheim, Pfarrgasse 20 (Karte)                                     | 1598                                  | Zweigeschossiges verputztes Fachwerkhaus, Erdgeschoß und rückwärtige Giebelseite großteils massiv, mit Rundbogen-Kellereingang, Obergeschosse jeweils leicht vorkragend, 1598 bezeichnet, 1989 Erneuerung der Fenster; rückwärtige Wand ist innere Stadtmauer, um 1220/30. Nach dem Häuserbuch stand hier einst das St. Peters Pfründhaus, das nach der Reformation (1555) von einem Diakon bewohnt wurde. Unter Verwendung des alten Kellers hatte man das Anwesen 1598 als Amtshaus des Diakons neu errichtet. 1756 wurde es privatisiert. Als ehemaliges Wohnhaus des Diakons mit offenbar weitgehend original überlieferter Substanz hat das ehemalige Sondergebäude zusammen mit dem Stadtmauerteil exemplarischen und dokumentarischen Wert und reiht sich in die kirchlich geprägten Bauten der Pfarrgasse ein. Geschützt nach § 2 DSchG |    |
| Weitere Bilder | Lagerhaus, Scheune                                                                                  | Besigheim, Pfarrgasse 22-1 (Karte)                                   | 1833                                  | Zweigeschossige Scheune, massiv verputzt, Eckquaderung, zwei Toreinfahrten (eine vermauert), Satteldach, 1833 bezeichnet; erhaltenswert ist der rückwärtige Anbau, 1866 erbaut, 1991 innerer Umbau zum Atelier. Nach dem Häuserbuch ließ der Schreiner Johannes Mauk, Besitzer des Anwesen Pfarrgasse 20, im Jahr 1833 diese Scheune im rechten Winkel zu seinem Anwesen neu errichten. 1866 hatte er rückwärtig an die Scheune ein Möbel-Magazin mit Werkstatt anbauen lassen und dieses 1880 mit einer Wohnung ausgestattet. Das ehemalige Lagerhaus einer Schreiners besticht durch seine klassizistisch gegliederte Fassade sowie der massiven Bauweise und ist damit einzigartig in Besigheim. Es hat exemplarischen und dokumentarischen Wert als Scheunenbau mit einer gestalterisch anspruchsvollen Fassade; der spätere Werkstattanbau hat städtebaulichen Wert als Bestandteil der Gesamtscheune. Geschützt nach § 2 DSchG |    |
| Weitere Bilder | Diakonathaus, Stadtpfarrhaus                                                                        | Besigheim, Pfarrgasse 24 (Karte)                                     | 1774                                  | Zweigeschossiger lang gestreckter Fachwerkbau, Erdgeschoß und teils hoher Sockel massiv und verputzt mit Eckquaderung, zweiarmige Freitreppe, Krüppelwalmdach, über dem Eingang 1774 bezeichnet; dazugehöriger Garten mit Einfriedung ist Teil der Sachgesamtheit (Waschhaus 2001 abgerissen); hinter dem Garten grenzt die innere Stadtmauer an, um 1220/30. Nach dem Häuserbuch stand hier einst ein Teil der 1699 abgegangenen oberen Kelter. Bis zum Neubau des „Diakonathauses“ hatte man den Bereich als „Steingarten“ genutzt. Das repräsentative und heute als Altes Pfarrhaus bezeichnete Gebäude ist eigentlich das jüngste der Besigheimer Pfarrhäuser innerhalb der Altstadt. Der das Straßenbild dominierende Barockbau hat mit seiner Sonderfunktion sowie seinem eingefriedeten Garten dokumentarischen und exemplarischen Wert für die Kirchengeschichte der Stadtmaueranteil hat dokumentarischen Wert für die Geschichte der Stadtbefestigung. Geschützt nach § 2 DSchG                                                                      |    |
| Weitere Bilder | Burghaus der Oberen Burg (so genanntes „Steinhaus“), Fruchtkasten, Gefängnis                        | Besigheim, Pfarrgasse 24a, 26 (Karte)                                |                                       | Viergeschossiger Steinbau, nach Norden abgewalmtes Satteldach, unverputzter Massivbau aus Bruchsteinen, über den Bogen des Oberen Tores mit dem Schochenturm begehbar verbunden, Rest der ehemaligen Oberen Burg, Mauerwerk aus dem 13. Jahrhundert, Holzwerk 1423 dendrochronologisch bestimmt, 1413 erstmals erwähnt, Umbauten im 19. Jahrhundert, 1971 Teilinstandsetzung, grundlegende Sanierung 2001; angebaut ist ein zweigeschossiges verputztes Wohnhaus mit Walmdach, 1799/1800 als beheizbares Wintergefängnis von Baumeister Etzel erbaut (Pfarrgasse 24a, Sachgesamtheit), 1983 saniert; südlich angrenzend die innere Stadtmauer. Das Steinhaus diente ab 1522 als Fruchtkasten und wurde im 19. Jahrhundert zum Gefängnis umgebaut (bis 1949). Als maßgeblicher Rest der Oberen Burg hat der mächtige mittelalterliche Baukörper für die Stadtgeschichte und Stadtsilhouette einen sehr hohen exemplarischen und dokumentarischen Wert. Geschützt nach § 28 DSchG                                                                                |    |
|                | Wohnhaus Schlossgasse 1                                                                             | Besigheim, Schlossgasse 1 (Karte)                                    | 16. Jahrhundert                       | Erhaltenswertes Gebäude |    |
|                | Wohnhaus Schlossgasse 2                                                                             | Besigheim, Schlossgasse 2 (Karte)                                    | 16./17. Jahrhundert                   | Geschützt nach § 2 DSchG |    |
| Weitere Bilder | Wohnhaus Schlossgasse 3                                                                             | Besigheim, Schlossgasse 3 (Karte)                                    | 1578                                  | Gewölbekeller mit Rundbogentor, massive Umfassungswände des Erdgeschosses, innere Fachwerkwände in Obergeschoss und Dachgeschoss mit hochwertigen Bemalungen, Rundbogentor zum Nachbarhaus 1578 bezeichnet (siehe Schlossgasse 1), Bemalungen 1590 bezeichnet, Gravierende Umbauten seit 1995. Nach dem Häuserbuch war das Anwesen vom ausgehenden 16. bis ins 17. Jahrhundert zeitweise im Besitz der benachbarten Schlossherren. Demnach könnte Albrecht von Liebenstein 1590 Auftraggeber der Dekorationsmalereien gewesen sein. Die Bauteile des einstigen Fachwerkhauses aus dem 16. Jahrhundert haben aufgrund ihrer hohen Qualität auch innerhalb des stark überformten Hauses dokumentarischen Wert für die herrschaftliche Bauweise der frühen Neuzeit. Geschützt nach § 2 DSchG |    |
| Weitere Bilder | Oberamteigebäude, Sitz staatlicher Ämter                                                            | Besigheim, Schlossgasse 6 (Karte)                                    | 1908                                  | Dreigeschossiger repräsentativer Putzbau, massiver Rustikasockel, türmchenartige Dachaufbauten, historistische Fassadengliederung, 1908 anstelle des „Alten Schlosses“ errichtet, 1989 Sanierung; Torbogen und Mauerreste des ehemaligen Schlosses; östliche Traufwand ist die innere Stadtmauer, um 1220/30; erhaltenswert der ehemalige Schlossgarten (siehe Schlossg. Flstnr. 122). Nach dem Häuserbuch war der Vorgängerbau ein mittelalterlicher Herrenhof und Adelssitz. Bereits 1817 hatte man das „Alte Schloss“ bzw. „Vogtshaus“ als Oberamteigebäude eingerichtet. Als östliches Gegenstück des Rathauses prägt der mächtige Baukörper die östliche Stadtsilhouette. Das typische Amtsgebäude in Formen des Heimatstiles ist zugleich ein Dokument der baulichen Anpassung an das Stadtbild und Beispiel einer neuen baulichen Dominante in der östlichen Stadtsilhouette. Mit den Bestandteilen des Vorgängerbaues und der Stadtmauer hat es einen exemplarischen und dokumentarischen Wert für die Verwaltungsgeschichte. Geschützt nach § 2 DSchG |    |
| Weitere Bilder | Scheune, Zehntscheune und Bandhaus, Wohnhaus                                                        | Besigheim, Schlossgasse 7 (Karte)                                    |                                       | Fachwerkscheune in Ecklage, Erdgeschoß massiv aus weitgehend unverputzten Bruchsteinen mit Rundbogentor (Kellerabgang), Satteldach mit zahlreichen Schleppgauben, am Tor 1606 bezeichnet, nach 1979 Umbau zum Wohnhaus. Nach dem Häuserbuch gehörte die Scheune ursprünglich zum abgegangenen Anwesen Schlossgasse 5. 1683 wurde sie von der Geistlichen Verwaltung aufgekauft und fortan als Zehntscheune sowie als Bandhaus genutzt. 1802 wurde das ehemalige „Verwaltungsbandhaus“ privatisiert. Die zum Wohnhaus ausgebaute ehemalige Scheune mit einstiger Sondernutzung hat aufgrund ihrer ablesbaren Nutzungsgeschichte einen exemplarischen und dokumentarischen Wert für den Wandel der Nutzungen in der Stadt bis in die jüngste Zeit. Geschützt nach § 2 DSchG |    |
|                | Gartenareal des alten Oberamteigebäudes, ehemals Altes Schloss                                      | Besigheim, Schlossgasse Flstnr. 122 (Karte)                          |                                       | Erhaltenswerte Grünfläche | BW |
|                | Apothekergarten, Bauerngarten                                                                       | Besigheim, Schulbrunnengasse Flstnr. 89, 89/3 und 88/2 (Karte)       | 17. Jahrhundert                       | Geschützt nach § 2 DSchG | BW |
|                | Scheune, Wohnhaus Schulbrunnengasse 1                                                               | Besigheim, Schulbrunnengasse 1 (Karte)                               | 1901                                  | Erhaltenswertes Gebäude |    |
|                | Wohnhaus Schulbrunnengasse 3                                                                        | Besigheim, Schulbrunnengasse 3 (Karte)                               | 1572                                  | Erhaltenswertes Gebäude |    |
|                | Wohnhaus Schulbrunnengasse 5                                                                        | Besigheim, Schulbrunnengasse 5 (Karte)                               | 1894                                  | Erhaltenswertes Gebäude |    |
|                | Weberhaus, Wohnhaus Schulbrunnengasse 9                                                             | Besigheim, Schulbrunnengasse 9 (Karte)                               | 1789                                  | Erhaltenswertes Gebäude |    |
|                | Wohnhaus Schulbrunnengasse 10                                                                       | Besigheim, Schulbrunnengasse 10 (Karte)                              | 16. Jahrhundert                       | Erhaltenswertes Gebäude |    |
|                | Wohnhaus Schulweg 1                                                                                 | Besigheim, Schulweg 1 (Karte)                                        | um 1900                               | Erhaltenswertes Gebäude |    |
|                | Gartenfläche Stadtmauergässle                                                                       | Besigheim, Stadtmauergässle (Karte)                                  |                                       | Erschließungsgasse, heute von den jeweiligen Anwohnern als Gärtchen genutzt. Als Gartenfläche geschützt. Geschützt nach § 28 DSchG | BW |
| Weitere Bilder | Wohnhaus                                                                                            | Besigheim, Stadtschreibergasse 1 (Karte)                             | 1684                                  | Zweigeschossiges Fachwerkhaus, Erdgeschoß massiv mit rechteckiger Toreinfahrt, Geschosse jeweils vorkragend mit Schmuckfachwerk, profilierte Schwellen, unter First Konsole Maske (Neidkopf), 1684 bezeichnet, 1881 Umbau durch einen Weingärtner, 2004 Dachausbau. Nach dem Häuserbuch wohnten in dem von einem Küfer erbauten Anwesen später die unterschiedlichsten Handwerker. Das ehemalige Handwerkeranwesen mit barockem Kern und beachtlichem Zierfachwerk hat innerhalb der dichten und gemischt trauf- und giebelständigen Bebauung der Stadtschreibergasse dokumentarischen Wert für das städtische Bauen im späten 17. Jahrhundert. Geschützt nach § 2 DSchG |    |
|                | Scheune, Wohnhaus                                                                                   | Besigheim, Stadtschreibergasse 2 (Karte)                             | 17. Jahrhundert                       | Erhaltenswertes Gebäude |    |
|                | Wohnhaus                                                                                            | Besigheim, Stadtschreibergasse 4 (Karte)                             | 1684                                  | Erhaltenswertes Gebäude |    |
| Weitere Bilder | Wohnhaus                                                                                            | Besigheim, Stadtschreibergasse 5 (Karte)                             | 1564                                  | Zweigeschossiges Fachwerkdoppelhaus mit hohem Untergeschoß, dieses massiv und verputzt, Westteil des Anwesens verputzt, Ostteil mit Zierfachwerk, Geschosse jeweils vorkragend, farbig gefasste Knaggen, mit Handwerkszeichen eines Metzgers, 1564 bezeichnet, spätere Umbauten; erhaltenswert rückwärtig eine Scheune, 18. Jahrhundert. Nach dem Häuserbuch dürfte der verputzte Westteil des Gebäudes aus dem Scheunenteil des Einhauses hervorgegangen sein. Das Haus wurde im 19. Jahrhundert geteilt. Die rückwärtige Scheune war offenbar 1784 dazu gekommen. Das frühneuzeitliche ehemalige Metzgeranwesen ist recht original überliefert. Es hat als einstiges Handwerkerhaus innerhalb der dichten und gemischt trauf- sowie giebelständigen Bebauung der Stadtschreibergasse exemplarischen und dokumentarischen Wert für die frühneuzeitliche Bauweise in Besigheim. Geschützt nach § 2 DSchG |    |
|                | Wohnhaus                                                                                            | Besigheim, Stadtschreibergasse 7 (Karte)                             | im Kern 18./19. Jahrhundert           | Erhaltenswertes Gebäude |    |
| Weitere Bilder | Stadtschreiberei mit Scheune, zwei Wohnhäuser                                                       | Besigheim, Stadtschreibergasse 9 (Karte)                             | 1686                                  | Dreigeschossiges Fachwerkhaus in Eck- und Hanglage, niedriger Sockel, Westseite massiv aus Quadersteinen, sonst Zierfachwerk, Krüppelwalmdach, 1686 bezeichnet, 1788 und 1804 Umbauten. Nach dem Häuserbuch müsste das Anwesen von dem Magister J. G. Schmidt errichtet worden sein. 1727 zog unter anderem der Stadtschreiber ein, seitdem wurde das Haus als Stadtschreiberei bezeichnet. Nach den erfolgten Umbauten 1788 und 1804 wurde es nicht mehr als Stadtschreiberei genutzt. Das barocke Anwesen mit ehemaliger Scheune zeichnet sich durch seine qualitätvolle Substanz und gute Überlieferung aus. Als zeitweiliger Sonderbau hat es dokumentarischen Wert für die Verwaltungsgeschichte und Heimatgeschichte. Geschützt nach § 2 DSchG |    |
| Weitere Bilder | Stadtschreiberei mit Scheune, zwei Wohnhäuser                                                       | Besigheim, Oberamteigasse 1, Stadtschreibergasse 9 zugehörig (Karte) | 1686                                  | zweigeschossiges Wohnhaus, ehemals Stall und Scheune, Untergeschoss massiv verputzt mit Rundbogentor, Giebel Fachwerk, Satteldach, im Kern 17. Jahrhundert, Umbau zum Wohnhaus. Geschützt nach § 2 DSchG |    |
| Weitere Bilder | Wohnhaus mit Scheune                                                                                | Besigheim, Türkengasse 4 und 6 (Karte)                               | um 1600                               | Zweigeschossiges Fachwerkhaus, hohes massives Erdgeschoß mit Rundbogen-Kellertor und rechteckiger Toreinfahrt, Zwischengeschoß mit Handwerkerstube, Krüppelwalmdach, Giebel vorkragend, um 1600, nach 1979 saniert; westlich angrenzend ehemalige Scheune mit Satteldach, ursprünglich mit Rundbogen-Kellereingang, dort einst 1555 bezeichnet, seit Sanierung nach 1993 abgängig, dafür drei moderne Toreinfahrten. Nach dem Häuserbuch müsste die Scheune 1555 von einem Weingärtner erbaut worden und damit älter sein als das Haus, das als frühneuzeitliches Gebäude im 18. Jahrhundert zeitweise im Besitz eines „Chirurgus“ war. Das Haupthaus mit charakteristischen Zierformen des 17. Jahrhunderts mit der im Kern älteren, stark modernisierten Scheune als Sachgesamtheit hat exemplarischen und dokumentarischen Wert für eine ackerbürgerliche Hofstätte. Geschützt nach § 2 DSchG |    |
| Weitere Bilder | Wohnhaus                                                                                            | Besigheim, Türkengasse 5 (Karte)                                     | 1568                                  | Zweigeschossiges Fachwerkhaus mit abgeschlepptem Anbau über dem Rundbogen-Kellertor bzw. Kellerhals, Traufseite verputzt, Giebelseite fachwerksichtig, Geschosse jeweils vorkragend, Erdgeschoß teils massiv, Satteldach, Handwerkszeichen eines Schreiners, 1568 und 1570 bezeichnet, Anbauten im Jahr 1900, Umbauten 1958 und 1975, 1993 innerer Umbau, Sanierung der Fassade. Nach dem Häuserbuch errichtete ein Schreinermeister im Jahr 1900 einige Anbauten an dem frühneuzeitlichen Gebäude, unter anderem wohl auch den südlichen Anbau über dem Kellertor. Das bemerkenswert große ehemalige Handwerkerhaus ist mit seinen späteren Zubauten weitgehend original überliefert und hat innerhalb der dicht bebauten Türkengasse exemplarischen und dokumentarischen Wert für die Bauweise des 16. und 19. Jahrhunderts. Geschützt nach § 2 DSchG |    |
| Weitere Bilder | Wohnhaus                                                                                            | Besigheim, Türkengasse 7 (Karte)                                     | 19. Jahrhundert                       | Erhaltenswertes Gebäude |    |
|                | Scheune                                                                                             | Besigheim, Türkengasse 8 (Karte)                                     | 19. Jahrhundert                       | Erhaltenswertes Gebäude |    |
|                | Wohnhaus mit Scheune                                                                                | Besigheim, Türkengasse 9 (Karte)                                     | 17./18. Jahrhundert                   | Erhaltenswertes Gebäude |    |
| Weitere Bilder | Schmiedscheune, Wohnhaus                                                                            | Besigheim, Türkengasse 10 (Karte)                                    | 1607                                  | Erhaltenswertes Gebäude |    |
| Weitere Bilder | Hofanlage                                                                                           | Besigheim, Türkengasse 12 (Karte)                                    | 1544                                  | Hofanlage: Zweigeschossiges Fachwerkhaus in Ecklage, zum Teil massives Erdgeschoß, gebogener dreizoniger Gebäudekomplex, teils vorkragende Geschosse, Satteldach, im Kern 15. Jahrhundert, mit baulichen Veränderungen und Erweiterungen im 16. Jahrhundert, bezeichnet 1544, 1579, 1664 und 1979, dem Jahr der Renovierung; südwestlich im Hof massive Scheune, Satteldach, 18. Jahrhundert; an der Ostseite Ansatz des ehemaligen inneren Neckartores. Nach dem Häuserbuch war das spätmittelalterliche Anwesen beim inneren Neckartor seit dem 18. Jahrhundert hauptsächlich in der Hand von Weingärtnern. Das außergewöhnlich gut überlieferte und im Kern spätmittelalterliche Haus an städtebaulich wirksamer Stelle mit Resten des inneren Neckartores sowie einer Massivscheune hat einen hohen exemplarischen und dokumentarischen Wert. Geschützt nach § 2 DSchG |    |
| Weitere Bilder | „Keltertürmle“, Pulverturm, Eckturm der inneren Stadtmauer Vorstadt                                 | Besigheim, Vorstadt (Karte)                                          | um 1220/30                            | Geschützt nach § 28 DSchG |    |
| Weitere Bilder | Wohnhaus                                                                                            | Besigheim, Vorstadt 1 (Karte)                                        | 16. Jahrhundert                       | Zweigeschossiges verputztes Fachwerkhaus, Sockel massiv, vorkragendes Obergeschoss, verzierte Knaggen, Satteldach, 16. Jahrhundert, 1995 Erneuerung der Fenster, 2006 Sanierung der Fassade; dahinter äußere Stadtmauer, 15. Jahrhundert; erhaltenswert ist eine nördlich angebaute ehemalige Scheune mit Stall, im 18. Jahrhundert zeitweise Nagelschmiede zu Vorstadt 3. Nach dem Häuserbuch wohnten in dem Gebäude im 17. Jahrhundert Bäcker und Metzger, später auch Weingärtner und Handwerker. Das im Kern aus dem 16. Jahrhundert stammende Wohnhaus ist weitgehend original überliefert und hat mit der in diesem Bereich der Vorstadt typischen Traufständigkeit unterhalb des Aipertores hohen dokumentarischen Wert. Geschützt nach § 2 DSchG |    |
|                | Wohnhaus                                                                                            | Besigheim, Vorstadt 2 (Karte)                                        | 18./19. Jahrhundert                   | Erhaltenswertes Gebäude |    |
| Weitere Bilder | Badhaus, Wohnhaus                                                                                   | Besigheim, Vorstadt 3 (Karte)                                        | 16. Jahrhundert                       | Zweigeschossiges verputztes Wohnhaus, Erdgeschoß massiv und mit teils überwölbten Resten der ehemaligen Badstube, vorkragendes Obergeschoss, Satteldach mit Zwerchhäusern über östlichem Anbau, 16. Jahrhundert, 1779 Umbau, 1924 Anbau mit Zwerchhäusern, 2003 Sanierung des Wohnhauses und des Erdgeschosses als Museum; dahinter äußere Stadtmauer, 15. Jahrhundert; erhaltenswert ist eine nördlich angebaute ehemalige Scheune mit Stall, im 18. Jahrhundert zeitweise Nagelschmiede zu Vorstadt 3. Nach dem Häuserbuch wurde das einst städtische Badhaus vor 1660 privatisiert und war um 1664 teilweise abgebrannt. Das mehrfach überformte Haus hat mit dem ehemaligen und im Kern noch aus dem Mittelalter stammenden Badhaus im Erdgeschoß einen hohen exemplarischen Wert für die Sozial- und Hygienegeschichte des Stadt. Geschützt nach § 2 DSchG |    |
|                | Wohnhaus                                                                                            | Besigheim, Vorstadt 6 (Karte)                                        | 17. Jahrhundert                       | Erhaltenswertes Gebäude |    |
| Weitere Bilder | Wohnhaus                                                                                            | Besigheim, Vorstadt 7 (Karte)                                        | 17./18. Jahrhundert                   | Erhaltenswertes Gebäude |    |
| Weitere Bilder | Wohnhaus                                                                                            | Besigheim, Vorstadt 11 (Karte)                                       | 16. Jahrhundert                       | Zweigeschossiges verputztes Fachwerkhaus, Erdgeschoß und hoher westlicher Sockel massiv, vorkragendes Obergeschoss mit langen Knaggen, verblatteter Dachstuhl, Satteldach mit Gaube, 16. Jahrhundert, 1987/88 Um- und Ausbau, 1997 Balkonanbau, 1999 Ausbau des Daches; zum Enzufer äußere Stadtmauer, 15. Jahrhundert; erhaltenswert ist die am Enzufer befindliche Scheune mit Satteldach, 1893 nach Brand neu aufgebaut. Nach dem Häuserbuch bildeten die Häuser Vorstadt 9 und 11 zunächst ein Anwesen, das erst 1704 geteilt wurde. Im 19. Jahrhundert wohnten vor allem Weingärtner in dem Anwesen. Nach jüngeren Forschungen stammt das Haus noch ans dem späten Mittelalter. Das im Kern mittelalterliche und damit zu den ältesten Häusern von Besigheim zählende Anwesen hat dokumentarischen Wert für das Bauen in der damals neu ummauerten Vorstadt, ebenso die Stadtmauer. Die Scheune am Enzufer hat städtebaulichen Wert. Geschützt nach § 2 DSchG                                                                                             |    |
|                | Scheune                                                                                             | Besigheim, Vorstadt 13 (Karte)                                       | 1771                                  | Erhaltenswertes Gebäude Geschützt nach §§ Vorstadt 13 (Besigheim) DSchG |    |
| Weitere Bilder | Scheune                                                                                             | Besigheim, Vorstadt 17 (Karte)                                       | 17./18. Jahrhundert                   | Erhaltenswertes Gebäude |    |
|                | Rotgerberhaus mit Werkstatt, Wohnhaus                                                               | Besigheim, Vorstadt 19 (Karte)                                       | 17./18. Jahrhundert                   | Erhaltenswertes Gebäude |    |
|                | Scheunen                                                                                            | Besigheim, Vorstadt 20 und 22 (Karte)                                | 1613                                  | Erhaltenswertes Gebäude |    |
| Weitere Bilder | Wohnhaus                                                                                            | Besigheim, Vorstadt 26 (Karte)                                       | im Kern 16./17. Jahrhundert           | Zweigeschossiges verputztes Fachwerkhaus mit hohem Sockelgeschoß, dieses massiv, stark vorkragendes Obergeschoss mit Steinknaggen, Satteldach, im Kern 16./17. Jahrhundert, 1999/2000 Teilsanierung (Fenster). Nach dem Häuserbuch wohnten in dem Anwesen seit dem 18. Jahrhundert vor allem Weingärtner. Ursprünglich gehörte die gegenüber liegende Scheune dazu (Vorstadt 33/1). Das im Kern aus dem 16. oder 17. Jahrhundert stammende Wohnhaus ist gut überliefert und hat als ein für die Vorstadt typisch traufständiges, ehemaliges Weingärtneranwesen dokumentarischen Wert in der beengten Lage direkt unterhalb der hier hohen inneren Stadtmauer. Geschützt nach § 2 DSchG |    |
|                | Scheune                                                                                             | Besigheim, Vorstadt 30 (Karte)                                       | 1866                                  | Erhaltenswertes Gebäude |    |
|                | Wohnhaus                                                                                            | Besigheim, Vorstadt 32 (Karte)                                       | 1867                                  | Erhaltenswertes Gebäude |    |
| Weitere Bilder | Doppelscheune                                                                                       | Besigheim, Vorstadt 37 und 39 (Karte)                                | 1850                                  | Erhaltenswertes Gebäude | BW |
|                | Hausstein mit Bezeichnung                                                                           | Besigheim, Vorstadt 41 (Karte)                                       | 1680                                  | Geschützt nach § 2 DSchG | BW |
| Weitere Bilder | Untere Enzmühle (Schellenmühle), Wohnhaus                                                           | Besigheim, Vorstadt 49 (Karte)                                       | 1572                                  | Zweigeschossiges verputztes Wohnhaus, Erdgeschoß massiv, nach Norden abgewalmtes Satteldach, in vier Besitzeinheiten geteilt, mit Steinkonsolen über die äußere Stadtmauer kragend, 1572 bezeichnet, 1905 grundlegend umgebaut, Teilsanierungen 2002/03; äußere Stadtmauer, 15. Jahrhundert; erhaltenswert ist ein zweigeschossiges Nebenhaus (Nr. Vorstadt 49/1), massiv und verputzt, Satteldach, 19. Jahrhundert, später zum Wohnhaus umgebaut. Nach dem Häuserbuch hat hier schon 1322 eine Mühle bestanden. 1713 wurde sie an von Schell verkauft (Name). Die Untere Enzmühle lag vor der Stadterweiterung im 15. Jh. noch außerhalb der Befestigung und hatte für die Stadt Besigheim mit der Oberen Enzmühle (siehe Mühlgasse 4) eine lebenswichtige Bedeutung. Das überformte Anwesen hat als Sondergebäude mit Stadtmaueranteil exemplarischen und dokumentarischen Wert für die frühgewerbliche Entwicklung. Geschützt nach § 2 DSchG |    |
|                | Wohnhaus                                                                                            | Besigheim, Vorstadt 51 (Karte)                                       | 19. Jahrhundert                       | Erhaltenswertes Gebäude |    |
| Weitere Bilder | Weingärtnerhaus, Wohnhaus                                                                           | Besigheim, Vorstadt 53 (Karte)                                       | 2. Hälfte 16. Jahrhundert             | Zweigeschossiges Fachwerkhaus auf massivem Sockel, Rundbogen-Kellertor, Obergeschoß und Dachgeschosse jeweils vorkragend, Holzknaggen zum Obergeschoß, 2. Hälfte 16. Jahrhundert, spätere Umbauten, 1979 Renovierung. Nach dem Häuserbuch wohnten spätestens seit dem 18. Jahrhundert fast ausschließlich Weingärtner in dem Anwesen. Neueren Erkenntnissen zufolge entstand es in der 2. Hälfte des 16. Jahrhunderts. Das im Kern frühneuzeitliche Fachwerkhaus ist ungewöhnlich gut überliefert und zeigt auch im Erdgeschoß noch sein altes Fachwerk. Es hat als typisches Weingärtneranwesen exemplarischen und dokumentarischen Wert. Geschützt nach § 28 DSchG |    |
| Weitere Bilder | Einhaus, Wohnhaus                                                                                   | Besigheim, Vorstadt 55 (Karte)                                       | 1557                                  | Zweigeschossiges Fachwerkhaus, Erdgeschoß massiv, Obergeschoß traufseitig verputzt, mit Zierfachwerk im Giebel, Einhaus mit Scheunenteil, dort zwei Rundbogen-Kellertore und eine Einfahrt, mit Inschrift „Philipus Vogel“, Mühlrad und Bezeichnung 1557 sowie Bezeichnung 1581, um 1800 Umbau, 1893 Vergrößerung der Scheune und Aufstockung. Nach dem Häuserbuch wurde das Anwesen vom damaligen Besitzer der Unteren Enzmühle Vogel (siehe Vorstadt 49) in unmittelbarer Nachbarschaft erbaut. Das im Kern frühneuzeitliche Fachwerkhaus mit Scheune unter einem Dach (Einhaus) ist substanziell gut überliefert. Unter den in diesem Teil der Vorstadt typischen Handwerker- und Kleinbauernhäusern sticht es als älteres und größeres Anwesen hervor und hat exemplarischen und dokumentarischen Wert. Geschützt nach § 2 DSchG |    |
|                | Doppelhaus mit Doppelscheune                                                                        | Besigheim, Vorstadt 57 und 59 (Karte)                                | 1842                                  | Erhaltenswertes Gebäude |    |
|                | Wohnhaus mit Doppelscheune                                                                          | Besigheim, Vorstadt 61 und 63 (Karte)                                | 1898                                  | Erhaltenswertes Gebäude |    |
| Weitere Bilder | Weingärtnerhaus, Wohnhaus                                                                           | Besigheim, Vorstadt 65 (Karte)                                       | 1802                                  | Erhaltenswertes Gebäude |    |
|                | Scheune                                                                                             | Besigheim, Vorstadt 67/1 (Karte)                                     | 2. Hälfte 19. Jahrhundert             | Erhaltenswertes Gebäude |    |
|                | Wohnhaus                                                                                            | Besigheim, Vorstadt 71 (Karte)                                       | 1794                                  | Erhaltenswertes Gebäude |    |
|                | Gärten                                                                                              | Besigheim, Vorstadt Flstnr. 291, 292, 335, 337, 339, (Karte)         |                                       | Erhaltenswerte Grünfläche | BW |

#### Kulturdenkmale außerhalb der Gesamtanlage Altstadt
| Bild | Bezeichnung | Lage | Datierung | Beschreibung | ID |
| ---- | ----------- | ---- | --------- | ------------ | -- |

### Ottmarsheim
Bau-, Kunst- und Kulturdenkmale in Ottmarsheim mit dem Dorf Ottmarsheim (ohne weitere Wohnplätze), dessen Gebiet als Exklave nordöstlich von Besigheim liegt:
| Bild           | Bezeichnung                                      | Lage                               | Datierung                     | Beschreibung                                                                  | ID |
| -------------- | ------------------------------------------------ | ---------------------------------- | ----------------------------- | ----------------------------------------------------------------------------- | -- |
| Weitere Bilder | Backhaus                                         | Adlerstraße 1 (Karte)              | 1835                          | Geschützt nach § 2 DSchG                                                      |    |
|                | Doppelwohnhaus                                   | Adlerstraße 2 (Karte)              | 18./19. Jahrhundert           | erhaltenswerte historische Gebäude                                            |    |
|                | Hofanlage                                        | Adlerstraße 6/1, 10 (Karte)        | 19. Jahrhundert               | erhaltenswerte historische Gebäude                                            |    |
| Weitere Bilder | Gusseiserner Brunnen                             | Adlerstraße gegenüber 10 (Karte)   | 1861                          | Geschützt nach § 2 DSchG                                                      |    |
| Weitere Bilder | Ehemaliges Gasthaus Adler mit Garten             | Adlerstraße 14 (Karte)             | 17./18. Jahrhundert           | Geschützt nach § 2 DSchG                                                      |    |
|                | Scheune                                          | Adlerstraße 16 (Karte)             | 1729                          |                                                                               |    |
|                | Wohnhaus                                         | Besigheimer Straße 1 (Karte)       | 18. Jahrhundert               | erhaltenswerte historische Gebäude                                            |    |
| Weitere Bilder | Gusseiserner Brunnen                             | Besigheimer Straße bei 2 (Karte)   | 1869                          | Geschützt nach § 2 DSchG                                                      |    |
|                | Gasthaus Rose                                    | Besigheimer Straße 5 (Karte)       | 18. Jahrhundert               | erhaltenswerte historische Gebäude                                            |    |
| Weitere Bilder | Scheunen                                         | Besigheimer Straße 8, 10 (Karte)   | 18. Jahrhundert               | Geschützt nach § 2 DSchG                                                      |    |
| Weitere Bilder | Wohnhaus mit Scheune und Garten                  | Besigheimer Straße 9 (Karte)       | 18. Jahrhundert               | Geschützt nach § 2 DSchG                                                      |    |
| Weitere Bilder | Hofanlage                                        | Besigheimer Straße 28 (Karte)      | 1867                          | Geschützt nach § 2 DSchG                                                      |    |
|                | Wohnhaus                                         | Gartenstraße 5 (Karte)             | Anfang 19. Jahrhundert        | erhaltenswerte historische Gebäude                                            |    |
|                | Hofanlage                                        | Gartenstraße 7 (Karte)             | Anfang 19. Jahrhundert        | erhaltenswerte historische Gebäude                                            |    |
|                | Gusseiserner Brunnen                             | Gartenstraße bei 14 (Karte)        | 1869                          | Geschützt nach § 2 DSchG                                                      |    |
|                | Ehemaliger Farrenstall                           | Gartenstraße 31 (Karte)            | Frühes 20. Jahrhundert        | erhaltenswerte historische Gebäude                                            |    |
|                | Hörschelgraben                                   | (Karte)                            |                               | erhaltenswerte historische Wasserfläche                                       |    |
| Weitere Bilder | Rathaus                                          | Ilsfelder Straße 7 (Karte)         | 1765                          | Geschützt nach § 2 DSchG                                                      |    |
|                | Wohnhaus                                         | Ilsfelder Straße 10 (Karte)        | 19. Jahrhundert               | erhaltenswerte historische Gebäude                                            |    |
|                | Doppelhaus                                       | Ilsfelder Straße 14, 16 (Karte)    | 18./19. Jahrhundert           | erhaltenswerte historische Gebäude, offensichtlich durch einen Neubau ersetzt |    |
|                | Brunnen                                          | Ilsfelder Straße bei 14 (Karte)    | Zweite Hälfte 19. Jahrhundert | Geschützt nach § 2 DSchG                                                      |    |
| Weitere Bilder | Wohnhaus                                         | Ilsfelder Straße 26 (Karte)        | 18./19. Jahrhundert           | erhaltenswerte historische Gebäude                                            |    |
|                | Wohnhaus                                         | Ilsfelder Straße 33 (Karte)        | 17./18. Jahrhundert           | erhaltenswerte historische Gebäude                                            |    |
| Weitere Bilder | Hofanlage                                        | Ilsfelder Straße 35 (Karte)        | 18./19. Jahrhundert           | erhaltenswerte historische Gebäude                                            |    |
|                | Rundbogen-Kellereingang                          | Kirchberg 1 (Karte)                | 1784                          | Geschützt nach § 2 DSchG                                                      |    |
|                | Kinderschule                                     | Kirchberg 2 (Karte)                | 1903                          | Geschützt nach § 2 DSchG                                                      |    |
|                | Scheunen                                         | Kirchberg 3, 5 (Karte)             | 1688                          | erhaltenswerte historische Gebäude                                            |    |
|                | Brunnen                                          | Kirchberg bei 7 (Karte)            | Zweite Hälfte 19. Jahrhundert | Geschützt nach § 2 DSchG                                                      |    |
|                | Wohnhaus                                         | Kirchberg 9 (Karte)                | 18. Jahrhundert               | erhaltenswerte historische Gebäude                                            |    |
|                | Scheune                                          | Liebensteiner Straße bei 2 (Karte) | 1838                          | erhaltenswerte historische Gebäude                                            |    |
|                | Rundbogen-Kellereingang                          | Liebensteiner Straße bei 2 (Karte) | 1838                          | Geschützt nach § 2 DSchG                                                      |    |
|                | Scheune                                          | Liebensteiner Straße bei 4 (Karte) | Zweite Hälfte 19. Jahrhundert | erhaltenswerte historische Gebäude                                            |    |
|                | Pfarrhaus                                        | Schulstraße 3 (Karte)              | 17./18. Jahrhundert           | erhaltenswerte historische Gebäude                                            |    |
|                | Alte Schule                                      | Schulstraße 4 (Karte)              | 1835                          | Geschützt nach § 2 DSchG                                                      |    |
| Weitere Bilder | Evangelische Pfarrkirche mit ummauerten Kirchhof | Schulstraße 6 (Karte)              | 1502                          | Geschützt nach § 28 DSchG                                                     |    |
| Weitere Bilder | Kriegerdenkmal                                   | Schulstraße bei 6 (Karte)          | 1920er Jahre                  | Geschützt nach § 2 DSchG                                                      |    |